# Lịch sử hành chính Lâm Đồng
Lâm Đồng là một tỉnh nằm ở phía nam của khu vực Tây Nguyên, Việt Nam. Phía bắc giáp tỉnh Đắk Lắk, phía nam giáp tỉnh Bình Thuận và Đồng Nai, phía đông giáp tỉnh Khánh Hòa và tỉnh Ninh Thuận, phía tây giáp tỉnh Đắk Nông và tỉnh Bình Phước

## Thời kỳ 1899 - 1945
- Ngày 01 tháng 11 năm 1899, Toàn quyền Paul Doumer ký Nghị định thành lập tỉnh Đồng Nai Thượng và hai trạm hành chính (poste administratif) ở Tánh Linh (nay là huyện Tánh Linh, tỉnh Bình Thuận) và trên cao nguyên Lang Biang.
- Lãnh thổ tỉnh Đồng Nai Thượng gồm thượng lưu sông Đồng Nai tiếp giáp với Nam Kỳ và Campuchia, tỉnh lỵ đặt tại Djiring (nay là huyện Di Linh).
- Năm Thành Thái thứ 17 (1905), bãi bỏ tỉnh Đồng Nai Thượng, trực thuộc lại tỉnh Bình Thuận.
- Ngày 06 tháng 1 năm 1916, Toàn quyền Ernest Roume ký Nghị định thành lập tỉnh Lang Biang bao gồm toàn bộ vùng rừng núi các tỉnh: Ninh Thuận, Bình Thuận, Đồng Nai, Bình Phước hiện nay.
- Địa giới tỉnh Lang Biang gồm: phía bắc là sông Krông Knô, phía đông nam là sông Krông Pha (nay thuộc tỉnh Ninh Thuận), phía nam là sông Ca Giai - một nhánh sông Phan Rí (nay thuộc tỉnh Bình Thuận), phía tây là biên giới Campuchia.
- Ngày 20 tháng 4 năm 1916, Hội đồng Nhiếp chính vua Duy Tân ra Dụ thành lập tại vùng Lang Biang trung tâm đô thị (centre urbain) Đà Lạt.
- Chiếu Dụ ngày 20 tháng 4 năm 1916, ngày 30 tháng 5 năm 1916, Khâm sứ Jean Eugène Charles ký Nghị định thành lập trung tâm đô thị Đà Lạt.
- Chiếu Dụ ngày 11 tháng 10 năm 1920, ngày 31 tháng 10 năm 1920, Toàn quyền Long ký Nghị định thành lập thị xã (commune) Đà Lạt. Thị xã Đà Lạt là thị xã loại hai gồm có vùng nội ô và ngoại ô. Vùng ngoại ô gồm làng mạc và đất đai nằm trên cao nguyên Lang Biang.
- Phần đất còn lại của tỉnh Lang Biang mang tên tỉnh Đồng Nai Thượng.
- Ngày 08 tháng 1 năm 1941, Toàn quyền Jean Decoux ký Nghị định thành lập lại tỉnh Lang Bian, Thị trưởng Đà Lạt kiêm Tỉnh trưởng tỉnh Lang Biang[1].

## Giai đoạn 1945 - 1954

### Về phía Việt Nam Dân chủ Cộng hòa
- Tháng 8 năm 1945, Ủy ban nhân dân cách mạng lâm thời và Mặt trận Việt Minh tỉnh Lâm Viên và tỉnh Đồng Nai Thượng được thành lập.
- Ngày 14 tháng 12 năm 1950, Chủ tịch Ủy ban kháng chiến hành chính miền Nam Trung Bộ Nguyễn Duy Trinh ký Nghị định sáp nhập hai tỉnh Lâm Viên và Đồng Nai Thượng thành tỉnh Lâm Đồng.
- Ngày 22 tháng 2 năm 1951, Phó Thủ tướng Chính phủ nước Việt Nam Dân chủ Cộng hòa Phạm Văn Đồng ký Nghị định số 73-TTg hợp nhất hai tỉnh Lâm Viên và Đồng Nai Thượng thành một tỉnh lấy tên là tỉnh Lâm Đồng.

### Về phía Quốc gia Việt Nam
- Ngày 10 tháng 11 năm 1950, Bảo Đại ký Dụ số 4-QT/TD ấn định địa giới thị xã Đà Lạt.
- Đường ranh giới giữa thị xã Đà Lạt và tỉnh Đồng Nai Thượng: phía bắc bắt đầu từ góc đông-bắc đồn điền O'Neil đến đường vòng Lâm Viên; phía đông đi ngang qua đỉnh núi Labbé Nam; phía nam từ cao điểm 1586 đến tọa độ 117gr8804 kinh độ đông, 13gr2034 vĩ độ bắc; phía tây theo địa giới phía tây sân bay Cam Ly.
- Theo Địa phương chí Đà Lạt (Monographie de Dalat), năm 1953, thị xã Đà Lạt là thủ phủ của Hoàng triều Cương thổ, có diện tích là 67km2, dân số: 25.041 người[1].

## Giai đoạn 1954 - 1975

### Về phía Quốc gia Việt Nam và Việt Nam Cộng hòa

#### Tỉnh Bình Thuận
Ngày 22 tháng 10 năm 1956, Tổng thống Việt Nam Cộng hòa ban Sắc lệnh số 143-NV. Theo đó, tỉnh Bình Tuy (tỉnh lỵ Hàm Tân). Tên cũ: Một phần Đồng Nai Thượng + một phần Bình Thuận (Hàm Tân - Tánh Linh).
Ngày 29 tháng 11 năm 1957, Bộ trưởng Nội vụ Việt Nam Cộng hòa ban hành Nghị định số 345-BNV/HC/NĐ. Theo đó, xã Lễ Nghi thuộc quận Hải Ninh, tỉnh Bình Thuận sáp nhập vào xã Thanh Sơn đồng quận. Xã Long Thạnh thuộc quận Hải Ninh tỉnh Bình Thuận sáp nhập vào xã Sông Luỹ đồng quận.
Ngày 28 tháng 12 năm 1957, Bộ trưởng Nội vụ Việt Nam Cộng hòa ban hành Nghị định số 370-BNV/HC/NĐ. Theo đó, quận Tuy Phong tỉnh Bình Thuận, gồm có bốn xã: xã Bình Long, xã Liên Hương, xã Vĩnh Hòa và xã Phước Thể.
Ngày 17 tháng 5 năm 1958, Bộ trưởng Nội vụ Việt Nam Cộng hòa ban hành Nghị định số 213-HC/PC. Theo đó, cải biến thành quận hành chính hai nha đại diện hành chính Mũi Né và Phú Quí thuộc tỉnh Bình Thuận. Quận Mũi Né lấy tên mới là quận Hải Long. Tỉnh Bình Thuận (tỉnh lỵ Phan Thiết), gồm các đơn vị hành chính kể sau đây:
| Đơn vị hành chính của tỉnh Bình Thuận | Đơn vị hành chính của tỉnh Bình Thuận | Đơn vị hành chính của tỉnh Bình Thuận |
| Số thứ tự                             | Quận                                  | Xã |
| ------------------------------------- | ------------------------------------- | --- |
| 1                                     | Hàm Thuận (quận lỵ Phan Thiết)        | Các xã: Phan Thiết, Phú Sung, Phú Lâm, Vinh Lưu, Kim Bình, Mương Man, Thọ Ninh, Phù Hôi, Đại Nằm, Tương Phong, Tân Phú Xuân, Bình Mỹ Thuận, Tân Lâm, Hòa An, Tâm Hưng, Long Phú, Hòa Vinh, Phú Long, Lai An, Kim Ngọc, Văn Mỹ |
| 2                                     | Hòa Đa (quận lỵ Phan Rí Thành)        | Các xã: Phan Rí Thành, Phan Rí Cửa, Duông, Chợ Lầu, Lương Sơn, Nhơn Thiện |
| 3                                     | Phan Lý Chàm (quận lỵ Hựu An)         | Các xã: Hựu An, Tinh Mỹ, Hầu Quách, Lạc Trị, Ma Lâm Chàm |
| 4                                     | Tuy Phong (quận lỵ Liên Hương)        | Các xã: Liên Hương, Bình Long, Phước Thể, Vĩnh Hòa |
| 5                                     | Hải Ninh (quận lỵ Sông Mao)           | Các xã: Thạnh Sơn, Tho Xuân, Hòa Lạc, Xuân Thu, Lục Thuỷ, Suôi Nhuôm, Sông Luy, Châu Hanh |
| 6                                     | Hải Long (quận lỵ Khánh Thiện)        | Các xã: Khánh Thiện, Thiên Nghiệp, Thạch Long, Thanh Hải, An Hải, Phước Thiên Xuân, Thiện Khanh |
| 7                                     | Phú Quí (quận lỵ Long Hải)            | Các xã: Long Hải, Ngũ Phung, Tam Thanh |
| Cộng: 7 quận và 54 xã.                |                                       | |

Ngày 18 tháng 12 năm 1958, Bộ trưởng Nội vụ Việt Nam Cộng hòa ban hành Nghị định số 713-BNV/NC8/NĐ. Theo đó, thành lập hai xã mới lấy tên là xã Song Trao và xã Gia Lê, đặt trực thuộc quận Phan Lý Chàm, tỉnh Bình Thuận. Địa phận xã Song Trao nằm trọn vẹn trong khu Cỏ Móm kế cận xã Tâm Hưng, quận Hàm Thuận. Địa phận xã Gia Lê nằm trong vùng Láng Cóc, về phía tay phải con đường Phan Thiết Di Linh, giữa khoảng cây số 33-34.
Ngày 27 tháng 3 năm 1959, Tổng thống Việt Nam Cộng hòa ban hành Nghị định số 385-BNV/NC/8. Theo đó, xã Thọ Ninh thuộc quận Hàm Thuận tỉnh Bình Thuận đổi tên là xã Văn Phong. Xã Vĩnh Lưu thuộc quận Hàm Thuận, tỉnh Bình Thuận đổi tên là xã Văn Lâm. Ấp Vĩnh Hưng Phú thuộc xã Tẩm Hưng quận Hàm Thuận, tỉnh Bình Thuận đối là ấp Văn Giáo (dẫn theo Nguyễn Quang Ân, 2003, tr.317).
Ngày 6 tháng 5 năm 1959, Tổng thống Việt Nam Cộng hòa ban hành Sắc lệnh số 183-NV. Theo đó, định lại ranh giới xã Phan Thiết, thuộc quận Hàm Thuận, tỉnh Bình Thuận. Ranh giới xã Phan Thiết được ấn định như sau: về phía Tây Nam, đường giới bắt đầu từ bờ biển đi thẳng qua các trụ mốc 3N2, 3N3, 3N4... đến trụ mốc T; về phía Tây Bắc, đường giới bắt đầu từ trụ mốc T đi thẳng đến trụ mốc B; về phía Đông Bắc, đường giới bắt đầu từ trụ mốc B thẳng đến trụ mốc 1B4; đến đây đường giới hướng theo chiều tỉnh lộ Phan Thiết Mũi Né đến trụ mốc PTIV, rồi thay chiều thẳng ra biến qua các trụ mốc PTIII và PTII và PTI; về phía Đông Nam, giáp biển Nam Hải.
Ngày 22 tháng 1 năm 1960, Tổng thống Việt Nam Cộng hòa ban hành Nghị định số 93-BNV/NC8/NĐ. Theo đó, sáp nhập vùng đất Im thuộc xã An Hải, quận Hải Long, tỉnh Bình Thuận vào xã Thiện Khánh cùng quận.
Ngày 24 tháng 5 năm 1960, Tổng thống Việt Nam Cộng hòa ban hành Nghị định số 648-BNV/NC8/NĐ. Theo đó, thành lập ba xã mới: Gia Hòa, Phú Nhiêu và Trinh Hòa, đặt thuộc quận Phan Lý Chàm, tỉnh Bình Thuận.
Ngày 31 tháng 5 năm 1961, Tổng thống Việt Nam Cộng hòa ban hành Nghị định số 515-NV. Theo đó, quận Hàm Thuận, thuộc tỉnh Bình Thuận nay được chia làm hai quận: quận Hàm Thuận, quận lỵ đặt tại xã Phan Thiết và quận Thiện Giáo, quận lỵ đặt tại xã Hòa An.
| Đơn vị hành chính của tỉnh Bình Thuận | Đơn vị hành chính của tỉnh Bình Thuận | Đơn vị hành chính của tỉnh Bình Thuận                                                                          |
| Số thứ tự                             | Quận                                  | Xã |
| ------------------------------------- | ------------------------------------- | --- |
| 1                                     | Hàm Thuận                             | Các xã: Phan Thiết, Tường Phong, Đại Nẫm, Phú Hội, Mương Mán, Văn Phong, Văn Lâm, Phú Lâm, Phú Sung, Kim Bình  |
| 2                                     | Thiện Giáo                            | Các xã: Tân Phú Xuân, Bình Mỹ Thuận, Tầm Hưng, Hòa An, Tân Lâm, Phú Long, Hòa Vinh, Long Phú, Kim Ngọc, Lại An |

Ngày 31 tháng 10 năm 1961, Tổng thống Việt Nam Cộng hòa ban hành Nghị định số 1092-NV. Theo đó, bãi bỏ quận Phú Quí, tỉnh Bình Thuận và sáp nhập các xã Long Hải, Ngũ Phụng và Tam Thanh của quận này vào quận Tuy Phong cùng tỉnh.
Ngày 16 tháng 2 năm 1962, Tổng thống Việt Nam Cộng hòa ban hành Sắc lệnh số 24-NV. Theo đó, sáp nhập xã Văn Mỹ của tỉnh Bình Thuận vào quận Hàm Tân, tỉnh Bình Tuy.
Ngày 25 tháng 10 năm 1962, Tổng thống Việt Nam Cộng hòa ban hành Nghị định số 627-BNV/NC/8. Theo đó, sáp nhập: xã Suối Nhuôm, thuộc quận Hải Ninh, tỉnh Bình Thuận, vào xã Sông Lũy cùng quận; xã Châu Hạnh, thuộc quận Hải Ninh, tỉnh Bình Thuận, vào xã Chợ Lầu thuộc quận Hòa Đa cùng tỉnh.
Ngày 19 tháng 7 năm 1963, Tổng thống Việt Nam Cộng hòa ban hành Nghị định số 583-NV. Theo đó, xã Duồng, thuộc quận Hòa Đa, tỉnh Bình Thuận, Nay đổi tên là xã Thượng Văn.
Ngày 31 tháng 3 năm 1964, Tổng trưởng Nội vụ Việt Nam Cộng hòa ban hành Nghị định số 437-BNV/NC. Theo đó, chia xã Hòa Vinh thuộc quận Thiện Giáo tỉnh Bình Thuận ra làm hai xã: xã Hòa Vinh và xã Tuy Hòa.
Ngày 13 tháng 7 năm 1964, Tổng trưởng Nội vụ Việt Nam Cộng hòa ban hành Nghị định số 859-BNV/NC. Theo đó, cải biến 5 xã Thanh Sơn, Thọ Xuân, Hòa Lộc, Xuân Thu và Lạc Thủy thuộc quận Hải Ninh tỉnh Bình Thuận thành 3 xã mới: Hải Lạc, Hải Thủy, Hải Xuân.
Ngày 5 tháng 8 năm 1964, Tổng trưởng Nội vụ Việt Nam Cộng hòa ban hành Nghị định số 963-BNV/NC. Theo đó, sáp nhập vào xã Thanh Hải quận Hải Long tỉnh Bình Thuận một phần đất 10 mẫu 36 sào của xã Tường Phong quận Hàm Thuận cùng tỉnh.
Ngày 1 tháng 2 năm 1966, Chủ tịch Ủy ban Hành pháp Trung ương Việt Nam Cộng hòa ban hành Nghị định số 170-NĐ/NV. Theo đó, đảo Phú Quý gồm ba xã Long Hải, Ngũ Phụng và Tam Thanh trước thuộc quận Tuy Phong, tỉnh Bình Thuận, nay được sáp nhập vào quận Hàm Thuận cùng tỉnh.
Ngày 24 tháng 5 năm 1967, Chủ tịch Ủy ban Hành pháp Trung ương Việt Nam Cộng hòa ban hành Nghị định số 1177-NĐ/ĐUHC. Theo đó, thiết lập một cơ sở phái viên hành chính tại đảo Phú Quí, trực thuộc quận Hàm Thuận, tỉnh Bình Thuận. Phạm vi hoạt động của cơ sở phái viên hành chính Phú Quí gồm 3 xã kể sau: Long Hải, Ngũ Phụng, Tam Thanh.
Ngày 21 tháng 9 năm 1974, Thủ tướng Chính phủ Việt Nam Cộng hòa ban hành Nghị định số 759-NĐ/NV. Theo đó, sáp nhập vào xã Ma Lâm Chàm thuộc quận Phan Lý Chàm, tỉnh Bình Thuận: một phần lãnh thổ của xã Tân Lâm và một phần lãnh thổ của xã Hòa An nguyên thuộc quận Thiện Giáo cùng tỉnh.

#### Tỉnh Bình Tuy
Ngày 22 tháng 10 năm 1956, Tổng thống Việt Nam Cộng hòa ban Sắc lệnh số 143-NV. Theo đó, tỉnh Bình Tuy (tỉnh lỵ Hàm Tân). Tên cũ: Một phần Đồng Nai Thượng + một phần Bình Thuận (Hàm Tân - Tánh Linh).
Ngày 29 tháng 6 năm 1957, Bộ trưởng Nội vụ Việt Nam Cộng hòa ban hành Nghị định số 218-BNV/HC/NĐ. Theo đó, tỉnh Bình Tuy, tỉnh lỵ Hàm Tân, gồm các đơn vị hành chính:
| Đơn vị hành chính của tỉnh Bình Tuy | Đơn vị hành chính của tỉnh Bình Tuy                                                | Đơn vị hành chính của tỉnh Bình Tuy |
| Số thứ tự                           | Quận                                                                               | Xã |
| ----------------------------------- | ---------------------------------------------------------------------------------- | --- |
| 1                                   | Hàm Tân, quận lỵ Phước Hội                                                         | - Xã Phước Hội, gồm các thôn Tân Phước, Tân Long, Tân Lý, Phước Lộc. - Xã Hiệp Hòa, gồm các thôn Phò Tri, Hiệp Hòa, Thắng Hải, Hàm Thắng. - Xã Tân Hiệp, gồm các thôn Tam Tân, Phong Điền, Hiệp Nghĩa. - Xã Bà Giêng, gồm các thôn Xã Du, Đá Mài, Bà Giêng. |
| 2                                   | Tánh Linh, quận lỵ Lạc Tánh                                                        | - Xã Lạc Tánh, gồm các thôn Lạc Hóa, Châm Lớn, Châm Nhỏ. - Xã Đăng Gia, gồm các thôn Thuận, Xa Ra, Phó Lo, Hôi, Ha, Dinh, Phú, Lỡ, Lộc, Nghĩa. - Xã Trại Sách, gồm các thôn Quang Quan Ha, Sông Ổi. - Xã Thuận Tánh, gồm các thôn Da Trang, Tà Trang, Le, Trạm, Bắc Ruộng, Tà Bao, Đồng Kho, Bắc Núi. - Tổng La Ngà, gồm các xã: La Ngâu (có các thôn Da Ngào, Cà Ty, Tô Lạch, Tà Pal, Dar Na, Rengrun, Dar Nu, Langậu), Xã Man Tố (có các thôn Ngâu Tố, Xăng Tới Lan, Đặng Hòa, Bsăng, Tà Trung, Brne Rung, Teng Tung, Ngâu Tô), Xã La Gia (có các thôn La Gia, La A Gia, Dăng Đá, Năng Nù, Đăng Quách, Bá Có, Dăng Lăm, Brấp, Trà Trinh, La A, Dăng Xi, Tổng Teng, Trà Mỹ, Tà Mô, Phó Quách. Car Na, Tà Nôp, Đăng Lâm Tô, Đăng Làm Là, Phó Cò, Cà Liên, Trà Tô, Dami), Xã Suối Kiết (có các thôn Suối Kiết, Song Phan, Song Dinh, Gia Huynh). - Các xã Vỏ Dắt, Trà Tân, Gia An, Sanh Eng, Srang, Blu, Pát Sré, Pat Ménom, Buké Dangur đều thuộc phần đất Biên Hòa, nay sáp nhập vào tỉnh Bình Tuy. |
| 3                                   | Bình Lâm, quận lỵ Bsa Da Houai, thuộc phần đất Blao nay sáp nhập vào tỉnh Bình Tuy | - Tổng Ma Blao, gồm các thôn BlachKonKin, Konté Srepung, Kon Hin Da Bin, Blao Sre, Blao Mré, Eangor Da Trang . Eangor Da Ngao, Bja Lunhom, Bja Da Nod, Bja Dong Blang, Dasi, Enoh, Mépu Klong Du, Mépu Langa, Dông. Bke Da Tam, Konha Long, Blsar Do Oai, BlsarLumu, Bko Rpung, Blao Klong Ner, Bo Rbut. Dang Wang, Cung Rang Blsat, Bldor Da Wang. - Tổng R. Da (Va Pro), gồm có các thôn Prô Lach, Prô Da Kla, Prô Da Rngao, Prô Da Lô, Prô Da Dji, Da Ti, Diênhmur, Dapal, Rngato Dong, Kianton Don, D. Rla. B.Krala. - Tổng RDa, gồm có các thôn B.Rba, Kianton Tét, Békoit, Skràe Tét, Bagias, Laya, Dang Kruet, Kari, Ra teuk, Bocésco, Da Kring, Drahon, Laha, Ra talioché, Nankroèt, Bediaye, Lahe, B Skra è dong, B Da- Brass. - Tổng Tala, gồm có các thôn Crolao Da Srang, Cirlao Da Rop, Rhang Bodong, Rhang Sa, Rsong, Da Trô, Dang Lu, Dang Dur, Dang Bru, Bgul, Rhang Teh, Crông (Dang Srunh), Damu, Na Mi, Da ét, Reyeyes (Rjai). - Tổng Quyeon, gồm các thôn Da Rdiau, Rpô, Da Prolinh, Dang Srunh, Danh Mil, Da Rsas, Da Yang (Yang Yeur), Dang Pa O, Padom, Dach, Qua O, Ara, Sonung. |

Ngày 14 tháng 8 năm 1957, Bộ trưởng Nội vụ Việt Nam Cộng hòa ban hành Nghị định số 260-BNV/HC/NĐ. Theo đó, đặt quận lỵ quận Hàm Tân tỉnh Bình Tuy tại xã Tam Tân.
Ngày 9 tháng 5 năm 1959, Tổng thống Việt Nam Cộng hòa ban hành Sắc lệnh số 102-NV. Theo đó, thành lập tại Nam Phần một quận mới lấy tên là quận Hoài Đức, thuộc tỉnh Bình Tuy, quận lỵ đặt tại Kiệm Đức. Quận Hoài Đức gồm các đơn vị hành chính kể sau đây: xã Bơ Xa gồm các ấp: Bngơr Da Trang , Bngor Blan, Bngor Da Ngao, Bja Da Noh. Bja Lunom, Bja Dơng Blang, Bnoh, Đa Si, Bsar Da Oai, Konha Long, Bke Da Tam, Đông. Mépu Klong Dù. Mépu Langa, Bsar Lumu, Bko Rpung, Bdor Da Oai, Gung Rang Bsut, Blao Klong Ner; xã Ta La gồm các ấp: Crolao Da Srang, Crolao Da Kop, Dang Bru, Da Et, Đang Dur, Đang Lú, Đa Mi, Ta Mô, Rhang The, Crông (Dang Srunh), Rgul, Rjai, Đa Sông, Đa Trô, Rhang Sa, Rhang Bdơng; xã Ca Dong gồm các ấp: Đang Srôn Darsas, Da Proling, Rapu, Da Yang, Dang Pa O, Kwao, Ara, Sơnông, Đang Mil, Đạch, Đa Rdiau, Pa Dom, Kari; các xã La Ngâu, La Gia, Man Tố (nguyên thuộc quận Tánh Linh).
Ngày 22 tháng 3 năm 1960, Tổng thống Việt Nam Cộng hòa Sắc lệnh số 72-NV. Theo đó, sửa đổi ranh giới giữa hai tỉnh Phước Tuy và Bình Tuy theo bản đồ đính hậu.
Ngày 11 tháng 8 năm 1960, Tổng thống Việt Nam Cộng hòa ban hành Nghị định số 1012-BNV/NC8/NĐ. Theo đó, chia xã Phước Hội thuộc quận Hàm Tân, tỉnh Bình Tuy ra làm hai xã là: Phước Hội và Bình Tân.
Ngày 16 tháng 2 năm 1962, Tổng thống Việt Nam Cộng hòa ban hành Sắc lệnh số 24-NV. Theo đó, sáp nhập xã Văn Mỹ của tỉnh Bình Thuận vào quận Hàm Tân, tỉnh Bình Tuy.
Ngày 4 tháng 7 năm 1963, Tổng thống Việt Nam Cộng hòa ban hành Nghị định số 531-NV. Theo đó, địa điểm dinh điền Văn Lễ gồm thêm một phần đất của xã Lạc Tánh và trọn xã Trại Sách, được lập thành xã Văn Lễ đặt thuộc quận Tánh Linh, tỉnh Bình Tuy. Địa điểm dinh điền Hiếu Tín gồm thêm một phần đất còn lại của xã Thuận Tánh và trọn xã Đăng Gia, được lập thành xã Hiếu Tín đặt thuộc quận Tánh Linh, tỉnh Bình Tuy.
Ngày 13 tháng 10 năm 1964, Tổng trưởng Nội vụ Việt Nam Cộng hòa ban hành Nghị định số 1260-BNV/NC/1. Theo đó, ấn định lại như sau thành phần các đơn vị hành chính tỉnh Bình Tuy (tỉnh lỵ Hàm Tân):
| Đơn vị hành chính của tỉnh Bình Tuy | Đơn vị hành chính của tỉnh Bình Tuy    | Đơn vị hành chính của tỉnh Bình Tuy                                                                          |
| Số thứ tự                           | Quận                                   | Xã |
| ----------------------------------- | -------------------------------------- | --- |
| 1                                   | Hàm Tân, quận lỵ Tam Tân (xã Tân Hiệp) | Các xã: Phước Hội, Bình Tân, Bà Giêng, Hiệp Hòa, Tân Hiệp, Văn Mỹ                                            |
| 2                                   | Tánh Linh, quận lỵ Lạc Tánh            | Các xã: Lạc Tánh, Văn Lễ, Hiếu Tín, Suối Kiết, Võ Đắt, Chính Nghĩa, Duy Cần, Võ Xu (ba xã này mới thành lập) |
| 3                                   | Hoài Đức, quận lỵ Kiệm Đức (xã Đức Lễ) | Các xã: Huy Khiêm, Đức Lễ, Nghị Đức, Thận Đức, Sùng Nhơn (năm xã này mới thành lập), B’Sar                   |
| Cộng: 3 quận, 20 xã.                |                                        | |

Ngày 16 tháng 3 năm 1965, Thủ tướng Chính phủ Việt Nam Cộng hòa ban hành Nghị định số 410-NV. Theo đó, bãi bỏ quận Hoài Đức (tỉnh Bình Tuy). Các xã trước kia thuộc quận Hoài Đức nay sáp nhập vào quận Tánh Linh.
Ngày 12 tháng 7 năm 1965, Chủ tịch Ủy ban Hành pháp Trung ương Việt Nam Cộng hòa ban hành Nghị định số 1024-NV. Theo đó, sáp nhập vào quận Bảo Lộc, tỉnh Lâm Đồng, xã B'Sar thuộc quận Tánh Linh tỉnh Bình Tuy (nay là tỉnh Bình Thuận) vào quận Bảo Lộc.
Ngày 30 tháng 9 năm 1965, Chủ tịch Ủy ban Hành pháp Trung ương Việt Nam Cộng hòa ban hành Nghị định số 1681-NV. Theo đó, tái lập quận Hoài Đức thuộc tỉnh Bình Tuy, quận lỵ đặt tại Võ Đắt. Địa phận quận Hoài Đức tái lập, gồm có 6 xã: các xã Sùng Nhơn, Thận Đức, Nghị Đức (thuộc quận Hoài Đức cũ); các xã Võ Xu, Võ Đắt, Chính Nghĩa (trừ phần đất phía Nam được sáp nhập vào xã Suối Kiết) (thuộc quận Tánh Linh hiện thời); hai xã Huy Khiêm và Đức Lễ thuộc quận Hoài Đức cũ đã được sáp nhập vào quận Tánh Linh nay vẫn đặt thuộc quận Tánh Linh.
Ngày 7 tháng 6 năm 1974, Tổng trưởng Nội vụ Việt Nam Cộng hòa ban hành Nghị định số 251-BNV/HCĐP/26X. Theo đó, sáp nhập hải đảo Hòn Bà vào xã Phước Hội, quận Hàm Tân, tỉnh Bình Tuy.
Ngày 7 tháng 1 năm 1975 của Thủ tướng Chính phủ Việt Nam Cộng hòa ban hành Sắc lệnh số 1-a/SL/NV. Theo đó, thiết lập tại tỉnh Lâm Đồng một quận mới lấy tên là quận Bình Lâm. Quận lỵ đặt tại xã Phước Lạc. Địa giới quận tân lập Bình Lâm, gồm có: xã Phước Lạc (gồm toàn lãnh thổ xã Phước Lạc và một phần xã Châu Lạc, quận Bảo Lộc, tỉnh Lâm Đồng), xã B’Sar (nguyên thuộc quận Bảo Lộc, tỉnh Lâm Đồng), xã Madaguôi (nguyên thuộc quận Bảo Lộc, tỉnh Lâm Đồng), xã Sùng Nhơn (nguyên thuộc quận Hoài Đức, tỉnh Bình Tuy), xã Thận Đức (nguyên thuộc quận Hoài Đức, tỉnh Bình Tuy), xã Khánh Lâm (nguyên là ấp Phú Lâm, xã Phương Thọ, tỉnh Long Khánh).

#### Tỉnh Đồng Nai Thượng - Tỉnh Lâm Đồng
Tỉnh Đồng Nai Thượng được thành lập từ năm 1899. Năm 1905, tỉnh Đồng Nai Thượng bị bãi bỏ và đến năm 1920 được tái lập. Tỉnh Đồng Nai Thượng bắc giáp tỉnh Darlac, đông giáp tỉnh Khánh Hòa và Ninh Thuận, nam giáp tỉnh Bình Thuận, tây giáp tỉnh Biên Hòa. Năm 1956, tỉnh Đồng Nai Thượng có diện tích 10.650 km2, dân số: 46.599 người. Tỉnh lỵ đặt tại Djiring (nay là huyện Di Linh). Tỉnh có 3 quận: Djiring, B'Lao và Dran - Fyan. Quận B'Lao có 159 làng; quận Djiring:188 làng; quận Dran - Fyan: 274 làng.
Ngày 22 tháng 10 năm 1956, Tổng thống Việt Nam Cộng hòa ban Sắc lệnh số 143-NV. Theo đó, tỉnh Bình Tuy (tỉnh lỵ Hàm Tân). Tên cũ: Một phần Đồng Nai Thượng + một phần Bình Thuận (Hàm Tân - Tánh Linh).
Ngày 26 tháng 1 năm 1957, Bộ trưởng Nội vụ Việt Nam Cộng hòa ban hành Nghị định số 27-BNV/HC/NĐ. Theo đó, những thị trấn: Djiring, Dran, Ban Mê Thuột, Pleiku, Kom Tum, Blao được đổi thành xã thường.
Ngày 19 tháng 5 năm 1958, Tổng thống Việt Nam Cộng hòa ban hành Sắc lệnh số 261-NV. Theo đó, thành lập tại Cao nguyên Trung Phần một tỉnh mới lấy tên là tỉnh Tuyên Đức, trụ sở đặt tại Đà Lạt. Tỉnh Tuyên Đức, gồm có: địa phận đô thị Đà Lạt, địa phận quận Dran được tách ra khỏi địa phận tỉnh Lâm Đồng.
Ngày 19 tháng 5 năm 1958, Tổng thống Việt Nam Cộng hòa ban hành Nghị định số 170-NV. Theo đó, tỉnh Đồng Nai Thượng thuộc Cao nguyên Trung phần đổi tên là tỉnh Lâm Đồng. Tỉnh Lâm Đồng bắc giáp tỉnh Quảng Đức (nay là tỉnh Đắk Nông), đông giáp tỉnh Tuyên Đức và Bình Thuận, nam giáp tỉnh Bình Thuận và Bình Tuy, tây giáp tỉnh Phước Long (nay là tỉnh Bình Phước) và tỉnh Long Khánh (nay là tỉnh Đồng Nai). Đường ranh giới tỉnh Lâm Đồng về phía bắc là sông Đa Dâng; về phía đông là sông Đạ Trong, Đạ K'Nàng, sông Đa Nhim; về phía tây là suối Đạ Lây và sông Đồng Nai.
Ngày 23 tháng 1 năm 1959, Tổng thống Việt Nam Cộng hòa ban hành Sắc lệnh số 24-NV. Theo đó, thành lập tại Cao nguyên Trung Phần một tỉnh mới đặt tên là tỉnh Quảng Đức, tỉnh lỵ đặt tại Gia Nghĩa hiện thuộc quận Dak Song, tỉnh Darlac. Tỉnh Quảng Đức gồm có: địa phận phía đông bắc quận Phước Hòa, tỉnh Phước Long; toàn địa phận quận Dak Song, trừ tổng Dak Klao ở phía bắc và một phần quận Lạc Thiện thuộc tỉnh Darlac; một phần đất phía bắc quận Di Linh, thuộc tỉnh Lâm Đồng. Tỉnh Quảng Đức được chia ra làm 3 quận lấy tên là quận Kiến Đức, quận Đức Lập và quận Khiêm Đức. Sẽ đặt một cơ sở hành chính lấy tên là Thanh Phong tại Tuy Đức, trực thuộc quận Kiến Đức và một cơ sở hành chính lấy tên là Đàm Thanh tại P.Blao Sieng, trực thuộc quận Đức Lập. Địa giới các quận được ấn định như sau:
- Quận Kiến Đức gồm tổng Dak Bu So, tổng Dak R'tih, nguyên thuộc quận Dak Song, tỉnh Darlac, và 2 xã Bù Prang Sở, Bu Dien Wir, nguyên thuộc quận Phước Hòa tỉnh Phước Long. Quận lỵ quận Kiến Đức được đặt tại Sùng Đức (B. Bum B'ré)
- Quận Đức Lập gồm một phần tổng Dak Dăm, một phần tổng Dak Măm, toàn tổng Dakmil, nguyên thuộc quận Dak Song tỉnh Darlac và một phần lớn tổng Nam Ka nguyên thuộc quận Lạc tỉnh Darlac. Quận lỵ quận Đức Lập được đặt tại Đức Minh (Dakmil).
- Quận Khiêm Đức gồm tổng Dak N'Drung nguyên thuộc quận Dak Song tỉnh Daclac và xã Bích Khê nguyên thuộc quận Di Linh tỉnh Lâm Đồng gồm cả Kinh Đức (Phà Kinda). Quận lỵ quận Khiêm Đức được đặt ở Gia Nghĩa (Daknong).

Ngày 30 tháng 11 năm 1958, tỉnh lỵ dời từ Djiring xuống B'Lao (nay là thành phố Bảo Lộc). Ngày 19 tháng 2 năm 1959, Tổng thống Việt Nam Cộng hòa ban hành Nghị định số 59-NV. Theo đó, địa điểm Blao, trên quốc lộ 20, nơi hiện đặt tỉnh lỵ Lâm Đồng, nay được đổi tên là Bảo Lộc.
Ngày 26 tháng 8 năm 1960, Tổng thống Việt Nam Cộng hòa ban hành Nghị định số 1121-BNV/NC8/NĐ. Theo đó, tỉnh Lâm Đồng (tỉnh lỵ Bảo Lộc) gồm các đơn vị hành chính sau đây:
| Đơn vị hành chính của tỉnh Lâm Đồng | Đơn vị hành chính của tỉnh Lâm Đồng | Đơn vị hành chính của tỉnh Lâm Đồng |
| Số thứ tự                           | Quận                                | Tổng, xã |
| ----------------------------------- | ----------------------------------- | --- |
| 1                                   | Di Linh, quận lỵ Di Linh            | - Tổng Thượng Liên, gồm các xã: Di Linh, Liên Đầm, Đinh Trang Thượng, Đinh Trang Hạ. - Tổng Thượng Hiệp, gồm các xã: Đại Hiệp, Gung Rê. - Tổng Dân Túc, gồm các xã: Tân Dân, Đình Túc, Đăng Gia. - Tổng Châu Thuận, gồm các xã: Châu Trung, Bảo Thuận.                                               |
| 2                                   | Bảo Lộc, quận lỵ Bảo Lộc            | - Xã Thiện Lạc (xã nầy không trực thuộc tổng). - Tổng Đại Thuận, gồm các xã: Quần Lạc, Châu Lạc, Phước Lạc. - Tổng Đại Hòa, gồm các xã: An Lạc, Tân Lạc, Tân Thạnh, Tân Phát. - Tổng Tân Mà, gồm các xã: Tân Lú (kể cả phần đất phía nam tỉnh lỵ nguyên thuộc xã Tala), Tân Đồn, Tân Rài, Ma Đaguôi. |
| Tổng cộng: 2 quận, 7 tổng, 23 xã.   |                                     | |

Ngày 12 tháng 7 năm 1965, Chủ tịch Ủy ban Hành pháp Trung ương Việt Nam Cộng hòa ban hành Nghị định số 1024-NV. Theo đó, sáp nhập vào quận Bảo Lộc, tỉnh Lâm Đồng, xã B'Sar thuộc quận Tánh Linh tỉnh Bình Tuy (nay là tỉnh Bình Thuận) vào quận Bảo Lộc.
Năm 1972, tỉnh Lâm Đồng có diện tích: 5.503 km2, dân số: 90.157 người. Tỉnh lỵ đặt tại Bảo Lộc.
Ngày 7 tháng 1 năm 1975 của Thủ tướng Chính phủ Việt Nam Cộng hòa ban hành Sắc lệnh số 1-a/SL/NV. Theo đó, thiết lập tại tỉnh Lâm Đồng một quận mới lấy tên là quận Bình Lâm. Quận lỵ đặt tại xã Phước Lạc. Địa giới quận tân lập Bình Lâm, gồm có: xã Phước Lạc (gồm toàn lãnh thổ xã Phước Lạc và một phần xã Châu Lạc, quận Bảo Lộc, tỉnh Lâm Đồng), xã B’Sar (nguyên thuộc quận Bảo Lộc, tỉnh Lâm Đồng), xã Madaguôi (nguyên thuộc quận Bảo Lộc, tỉnh Lâm Đồng), xã Sùng Nhơn (nguyên thuộc quận Hoài Đức, tỉnh Bình Tuy), xã Thận Đức (nguyên thuộc quận Hoài Đức, tỉnh Bình Tuy), xã Khánh Lâm (nguyên là ấp Phú Lâm, xã Phương Thọ, tỉnh Long Khánh).

#### Thành phố Đà Lạt - Thị xã Đà Lạt
Ngày 19 tháng 5 năm 1958, Tổng thống Việt Nam Cộng hòa ban hành Sắc lệnh số 261-NV. Theo đó, thành lập tại Cao nguyên Trung Phần một tỉnh mới lấy tên là tỉnh Tuyên Đức, trụ sở đặt tại Đà Lạt. Tỉnh Tuyên Đức, gồm có: địa phận đô thị Đà Lạt, địa phận quận Dran được tách ra khỏi địa phận tỉnh Lâm Đồng.
Ngày 15 tháng 10 năm 1959, Tổng thống Việt Nam Cộng hòa ban hành Nghị định số 1367-BNV/NC/8. Theo đó, bãi bỏ xã Phước Thành thuộc quận Lạc Dương trong danh sách các đơn vị hành chính tỉnh Tuyên Đức. Địa phận xã Phước Thành được giao về thành phố Đà Lạt.
Ngày 17 tháng 3 năm 1962, Tổng thống Việt Nam Cộng hòa ban hành Sắc lệnh số 57-NV. Theo đó, sáp nhập vào địa phận tỉnh Tuyên Đức, các phần đất sau đây của thành phố Đà Lạt: phi trường Liên Khương và khu phố 11 (làng Liên Hiệp cũ) đều đặt thuộc quận Đức Trọng, khu Ankroet (Suối Vàng) và một phần đất của Thái Phiên cũ đều đặt thuộc quận Lạc Dương.
Ngày 31 tháng 5 năm 1964, Thủ tướng Chính phủ Việt Nam Cộng hòa ban hành Sắc lệnh số 203c-NV. Theo đó, đổi các thành phố Huế, Đà Nẵng, Đà Lạt thành các thị xã.
Ngày 7 tháng 9 năm 1967, Chủ tịch Ủy ban Hành pháp Trung ương Việt Nam Cộng hòa ban hành Sắc lệnh số 139-SL/ĐUHC. Theo đó, dời tỉnh lỵ Tuyên Đức từ thị xã Dalat đến xã Tùng Nghĩa, quận Đức Trọng cùng tỉnh.
Ngày 9 tháng 2 năm 1973, Tổng trưởng Nội vụ Việt Nam Cộng hòa ban hành Nghị định số 58-BNV/HCĐP/NĐ. Theo đó, địa phận thị xã Đà Lạt nay được phân chia lại thành 9 phường, chỉ danh từ phường 1 đến phường 9.

#### Tỉnh Tuyên Đức
Ngày 19 tháng 5 năm 1958, Tổng thống Việt Nam Cộng hòa ban hành Sắc lệnh số 261-NV. Theo đó, thành lập tại Cao nguyên Trung Phần một tỉnh mới lấy tên là tỉnh Tuyên Đức, trụ sở đặt tại Đà Lạt. Tỉnh Tuyên Đức, gồm có: địa phận đô thị Đà Lạt, địa phận quận Dran được tách ra khỏi địa phận tỉnh Lâm Đồng. Tỉnh Tuyên Đức bắc giáp tỉnh Darlac (nay là tỉnh Đắk Lắk), đông giáp tỉnh Ninh Thuận và Khánh Hòa, nam giáp tỉnh Bình Thuận, tây giáp tỉnh Lâm Đồng, tây bắc giáp tỉnh Quảng Đức (nay là tỉnh Đắk Nông). Về phía bắc, đường ranh giới tỉnh Tuyên Đức đi ngang qua phía nam núi Chư Yang Sin; về phía đông, gần núi Bi Đúp; về phía đông nam, đầu đèo Ngoạn Mục; về phía tây, sông Đa Nhim, Đạ K'Nàng, Đạ Trong.
Ngày 30 tháng 9 năm 1958, Tổng thống Việt Nam Cộng hòa ban hành Nghị định số 343-NV. Theo đó, tỉnh Tuyên Đức (tỉnh lỵ Đà Lạt) gồm các đơn vị hành chính kể sau đây: quận Đơn Dương, quận lỵ Đơn Dương (Dran cũ); quận Đức Trọng, quận lỵ Tùng Nghĩa; quận Lạc Dương, quận lỵ Bình Ninh (B'Nheur cũ). Địa điểm Liên Khàng nay đổi tên là Liên Khương. Năm 1958, tỉnh Tuyên Đức có diện tích: 5.067 km2, dân số: 49.025 người. Tỉnh lỵ đặt tại Đà Lạt.
Ngày 30 tháng 10 năm 1958, Tổng thống Việt Nam Cộng hòa ban hành Nghị định số 592-BNV/HC/P7/NĐ. Theo đó, tỉnh Tuyên Đức (tỉnh lỵ Đà Lạt) gồm các đơn vị hành chính kể sau đây:
| Đơn vị hành chính của tỉnh Lâm Đồng | Đơn vị hành chính của tỉnh Lâm Đồng | Đơn vị hành chính của tỉnh Lâm Đồng |
| Số thứ tự                           | Quận                                | Tổng, xã |
| ----------------------------------- | ----------------------------------- | --- |
| 1                                   | Đơn Dương                           | - Tổng Xuân Lạc, gồm các xã: Lạc Nghiệp, Xuân Trường. - Tổng Lạc Mỹ, gồm các xã: Lạc Lâm, Thạnh Mỹ. - Tổng Linh Nhân, gồm các xã: Kill Plagnol, Linh Gia. - Tổng Tu Trang, gồm các xã: Tu Tra, Loan, Tra Nang.                                         |
| 2                                   | Đức Trọng                           | - Tổng Ninh Thanh, gồm các xã: Hiệp Thạnh, Phú Ninh, Tùng Nghĩa. - Tổng Sơn Bình, gồm các xã: Phú Sơn, Bình Thạnh. - Tổng Mỹ Lệ, gồm các xã: Teurlang Deung, Teurlang To, Romène, Yenglé. - Tổng Dinh Tân, gồm các xã: N'Thol Ha, Lang Bian, Đình Văn. |
| 3                                   | Lạc Dương                           | - Tổng Phước Thọ, gồm các xã: Xuân Thọ, Phước Thành, Thái Phiên. - Tổng Đa Tân, gồm các xã: Đakao, N'Thol Thượng. - Tổng Nhân Lạc, gồm các xã: Kill Plagnol Hạ, Lạc.                                                                                   |
| Tổng cộng: 3 quận, 11 tổng, 28 xã.  |                                     | |

Ngày 15 tháng 10 năm 1959, Tổng thống Việt Nam Cộng hòa ban hành Nghị định số 1367-BNV/NC/8. Theo đó, bãi bỏ xã Phước Thành thuộc quận Lạc Dương trong danh sách các đơn vị hành chính tỉnh Tuyên Đức. Địa phận xã Phước Thành được giao về thành phố Đà Lạt.
Ngày 9 tháng 1 năm 1960, Tổng thống Việt Nam Cộng hòa ban hành Nghị định số 28-BNV/NC8/NĐ. Theo đó, sáp nhập xã Yenglé thuộc quận Đức Trọng, tỉnh Tuyên Đức vào quận Lạc Dương cùng tỉnh.
Ngày 9 tháng 1 năm 1960, Tổng thống Việt Nam Cộng hòa ban hành Nghị định số 29-BNV/NC8/NĐ. Theo đó, xã Phú Ninh thuộc tổng Ninh Thanh quận Đức Trọng, tỉnh Tuyên Đức, nay đổi tên lại là xã Phú Hội.
Ngày 17 tháng 3 năm 1962, Tổng thống Việt Nam Cộng hòa ban hành Sắc lệnh số 57-NV. Theo đó, sáp nhập vào địa phận tỉnh Tuyên Đức, các phần đất sau đây của thành phố Đà Lạt: phi trường Liên Khương và khu phố 11 (làng Liên Hiệp cũ) đều đặt thuộc quận Đức Trọng, khu Ankroet (Suối Vàng) và một phần đất của Thái Phiên cũ đều đặt thuộc quận Lạc Dương.
Ngày 17 tháng 12 năm 1963, Thủ tướng Chính phủ Lâm thời Việt Nam Cộng hòa ban hành Nghị định số 241-TTP/ĐUHC. Theo đó, thiết lập tại tỉnh Tuyên Đức một cơ sở phái viên hành chính lấy tên là cơ sở phái viên hành chính Dam Rong, trụ sở đặt tại Dam Rong, trực thuộc quận Lạc Dương. Phạm vi hoạt động của cơ sở phái viên hành chính Dam Rong gồm 2 xã: Yenglé, Romène (gồm xã Romène cũ và một phần đất Đông Bắc của xã Teurlang Deung).
Ngày 27 tháng 1 năm 1964, Tổng trưởng Nội vụ Việt Nam Cộng hòa ban hành Nghị định số 73-BNV/NC. Theo đó, thành lập tại tổng Ninh Thanh quận Đức Trọng tỉnh Tuyên Đức một xã mới, lấy tên là xã Liên Hiệp.
Ngày 7 tháng 9 năm 1967, Chủ tịch Ủy ban Hành pháp Trung ương Việt Nam Cộng hòa ban hành Sắc lệnh số 139-SL/ĐUHC. Theo đó, dời tỉnh lỵ Tuyên Đức từ thị xã Dalat đến xã Tùng Nghĩa, quận Đức Trọng cùng tỉnh.
Ngày 30 tháng 12 năm 1972, Thủ tướng Chính phủ Việt Nam Cộng hòa ban hành Nghị định số 1269-NĐ/NV. Theo đó, văn phòng quận Lạc Dương thuộc tỉnh Tuyên Đức đặt tại địa điểm BP.195.280 thuộc xã Lát nay được dời đến địa điểm BP.228.262 cùng xã.

#### Tỉnh Quảng Đức
Ngày 23 tháng 1 năm 1959, Tổng thống Việt Nam Cộng hòa ban hành Sắc lệnh số 24-NV. Theo đó, thành lập tại Cao nguyên Trung Phần một tỉnh mới đặt tên là tỉnh Quảng Đức, tỉnh lỵ đặt tại Gia Nghĩa hiện thuộc quận Dak Song, tỉnh Darlac. Tỉnh Quảng Đức gồm có: địa phận phía đông bắc quận Phước Hòa, tỉnh Phước Long; toàn địa phận quận Dak Song, trừ tổng Dak Klao ở phía bắc và một phần quận Lạc Thiện thuộc tỉnh Darlac; một phần đất phía bắc quận Di Linh, thuộc tỉnh Lâm Đồng. Tỉnh Quảng Đức được chia ra làm 3 quận lấy tên là quận Kiến Đức, quận Đức Lập và quận Khiêm Đức. Sẽ đặt một cơ sở hành chính lấy tên là Thanh Phong tại Tuy Đức, trực thuộc quận Kiến Đức và một cơ sở hành chính lấy tên là Đàm Thanh tại P.Blao Sieng, trực thuộc quận Đức Lập. Địa giới các quận được ấn định như sau:
- Quận Kiến Đức gồm tổng Dak Bu So, tổng Dak R'tih, nguyên thuộc quận Dak Song, tỉnh Darlac, và 2 xã Bù Prang Sở, Bu Dien Wir, nguyên thuộc quận Phước Hòa tỉnh Phước Long. Quận lỵ quận Kiến Đức được đặt tại Sùng Đức (B. Bum B'ré)
- Quận Đức Lập gồm một phần tổng Dak Dăm, một phần tổng Dak Măm, toàn tổng Dakmil, nguyên thuộc quận Dak Song tỉnh Darlac và một phần lớn tổng Nam Ka nguyên thuộc quận Lạc tỉnh Darlac. Quận lỵ quận Đức Lập được đặt tại Đức Minh (Dakmil).
- Quận Khiêm Đức gồm tổng Dak N'Drung nguyên thuộc quận Dak Song tỉnh Daclac và xã Bích Khê nguyên thuộc quận Di Linh tỉnh Lâm Đồng gồm cả Kinh Đức (Phà Kinda). Quận lỵ quận Khiêm Đức được đặt ở Gia Nghĩa (Daknong).

Ngày 20 tháng 2 năm 1959, Tổng thống Việt Nam Cộng hòa ban hành Sắc lệnh số 36-a/NV. Theo đó, các địa điểm dinh điền tại Cao nguyên Trung phần có tên dưới này, nay lập thành xã: địa điểm dinh điền Gia Nghĩa thành xã Gia Nghĩa, thuộc quận Khiêm Đức, tỉnh Quảng Đức.
Ngày 15 tháng 2 năm 1960, Tổng thống Việt Nam Cộng hòa ban hành Nghị định số 161-BNV/NC8/NĐ. Theo đó, tỉnh Quảng Đức (tỉnh lỵ Gia Nghĩa) gồm các đơn vị hành chính kể sau đây:
| Đơn vị hành chính của tỉnh Quảng Đức                  | Đơn vị hành chính của tỉnh Quảng Đức | Đơn vị hành chính của tỉnh Quảng Đức |
| Số thứ tự                                             | Quậnn                                | Tổng, xã |
| ----------------------------------------------------- | ------------------------------------ | --- |
| 1                                                     | Khiêm Đức (quận lỵ Tamoung)          | - Tổng Sơn Khê - Xã Bích Khê (trước thuộc quận Di Linh, tỉnh Lâm Đồng), gồm các buôn hoặc thôn: Jeurung, B'Nom, Bi Dong, Pang So, R'Song, B'Tong, Plao, Pang Rah, Phia Dong, Sardieng, Kinh Đức, B'Neurr, Pang Kar, Phia To, Sar dom, B'Sré. - Xã Bích Sơn (trước thuộc quận Di Linh, tỉnh Lâm Đồng), gồm các buôn hoặc thôn: Pi Nao. Ting Wil Dinh, Sré U, S'Nar, Krola Dong, Kanour, Dinh Siat, Bu Kol, Ting Wil Dom, Djiring Ma, Konho, Krola Yu, B'Sir. N'Ting, B'Sop, Bondru, Pang Soe, Phi Mur, Sar Nir. - Xã Đao Trung (xã nầy không thuộc tổng nào cả, trước thuộc quận Dak Song, tỉnh Darlac), gồm các buôn hoặc thôn: Dubo Daknong, Jeng Plei Dong, Ting, Pang Sim, Bu N'jang, Jeng Plei, Bu Pah, Ting Wil, Tamoung. - Xã Gia Nghĩa (xã nầy không thuộc tổng nào cả, trước thuộc khu dinh điền Banmêthuột, tỉnh Darlac), gồm các buôn hoặc thôn: Nghĩa Đức, Nghĩa Thành, Nghĩa Tín. |
| 2                                                     | Kiến Đức (quận lỵ Sùng Đức - B'Pré)  | - Tổng Kiến Minh - Xã Kiến Tín (trước thuộc quận Phước Hòa, tỉnh Phước Long), gồm các buôn hoặc thôn: Bu Đáp I, Bu Đáp II, Bu Tông, Bu Jra, Bu Tam Lang, B. Diên Kriêng, Bu Binh, Bu Dach, Bu Olh, Bu Mera, Bu Tô Lung, Bu Bonda I, Bu Bonda II, Bu Bonda III, Bu Bonda IV, Bu Tô Lai, Bu Bong Dung, Bu Đăng, Bu Lanh, Bu Yalou, Bu Ron, Bu Lung, Bu Co, Bu Đưng, Bon Đình, Bu Sré, Bu Go, Bu MBré I, Bu MBré II, Đức Tín. - Xã Kiến Thành (trước thuộc quận Phước Hòa, tỉnh Phước Long), gồm các buôn hoặc thôn: Bu Srey, Bu Thuân, Bu Lang, Bu Te, Bu Diên Wir, Bu Tô Đach I, Bu Tô Đach II, Bu Bung, Bu Dang Lô I, Bu Dang Lô II, Bu Dang Lô III, Bu Bah Khom, Bu Dang Sré, Bu Dang Cir, Bu Yoch Tung, Bu Dang Jrang, Bu Diên Du, Bu Rơ Mach, Bu Rơ Quai, Bu Rơ Bút, Bu Gung Dri. b) Tổng Kiến Đạo - Xã Kiến Tâm (trước thuộc quận Daksong, tỉnh Darlac), gồm các buôn hoặc thôn Bu Bông, Bu Drung Lou, Bu Dakr Tih, Bu R'Tang, Bu BMré, Bu Bukso, Tuy Đức. - Xã Kiến Trực (trước thuộc quận Phước Hòa, tỉnh Phước Long), gồm các buôn hoặc thôn: Bu Prangl, Bu Prang II, Bu Prang III, Bu Prang IV, Bu Prang V, Bu Prang VI, Bu Prang VII, Bu Prang VIII, Bu Prang IX, Bu Rung, Bu Zung, Bu Yốt, Bu Krác, Bu Huitt I, Bu Huitt II, Bu N'Oh, Bu M'Brang, Bu Dang Nâng, Bu Bluk, Bu Yố Riết, Bu Quach, Bu Sop I, Bu Sop II, Bu Krayl, Bu Kray II, Bu Nung I, Bu Nung II, Bu M'BlumI, Bu M'Blum II. Bu Yà I, Bu Yà II, Bu Yà III, Bu Yà IV, Bu R'Kul I, Bu R'Kul II, Bu R'Kul III, Bu Zar I, Bu Zar II, Bu Zar III, Bu Mo, Bu Dup, Bu N'Drung, Bu R'Ngar, Bu Nhan, Bu Yok Ta, Bu Chốp I, Bu Chốp II, Bu Nall, Bu Yol, Bu Noor.                                                               |
| 3                                                     | Đức Lập (quận lỵ Tư Minh)            | - Tổng Đức Minh - Xã Đức Minh I (nguyên xã Đắc Minh, quận Dak Song, tỉnh Darlac), gồm các buôn hoặc thôn: Đức Minh, Tư Minh, đồn điền Daklao, đồn điền Dakmil. - Xã Đức Minh II, gồm các buôn hoặc thôn: Đức An, B. Bu Dop, B. Bu Ruah, B. Tu Soay, B. Nam Nung, B. Bu Jri, B. Sarpa, B. Yun Yuk, B. Dak Sak (trước thuộc xã Dakdrung, quận Daksong, tỉnh Darlac), B. Dak Ria nhỏ, B. Yok Rla, B. Blan, B. Nglao, B. Djur, B. Rlông, B. Mareo, B. Rkop В, В. Pol, B. Bu Bơ Dakmam (trước thuộc xã Daksor, quận Daksong, tỉnh Darlac). - Xã Đức Mạnh (xã nầy không thuộc tổng nào cả), gồm các buôn hoặc thôn: B. Dru Dak Mam. B.Yok Rlinh, B. Dro. B. Leng Cư, B. Broih Dakdro, B. Dru Dakmhang. B. Cuah Kbin. B. Dak mam, B. Dak sor, B. Ol, B. Broih Cre, B. R'Kop A, B. Cuah Kplang (trước thuộc xã Dakmam, quận Daksong, tỉnh Darlac), B. Dak Gan (trước thuộc xã Cư Yut, quận Daksong, tỉnh Darlac), B. Jrah (trước thuộc xã Daksor, quận Daksong, tỉnh Darlac). - Xã Đức Đam (xã nầy không thuộc tổng nào cả, trước thuộc xã Dakmam, quận Daksong, tỉnh Darlac), gồm các buôn hoặc thôn: B. Dak Rla, B. Dak Ndrôt, B. Dak Krai. - Xã Đức Thịnh (xã nầy không trực thuộc tổng nào, nhưng trực thuộc cơ sở hành chính Đức Xuyên, trước thuộc tổng Nam Ka, quận Lạc Thiện, tỉnh Darlac), gồm các buôn hoặc thôn; B. Phégur, B. N'Doh, B. Ra Jai, B. Phêja Daknuh, B. Phēja Daknoh. - Xã Đức Sơn (xã này không trực thuộc tổng nào nhưng trực thuộc sơ sở hành chính Đức Xuyên), gồm các buôn hoặc thôn B. Kroè, B. Dlang, B. Sukė, B. Tah, B.Rbut trước thuộc tổng Nam Ka, quận Lạc Thiện, tỉnh Darlac), B. Coch, B.BuTông, B. Bu Pri (trước thuộc xã Daksor, quận Dak Song, tỉnh Darlac). |
| Tổng cộng: 3 quận, 4 tổng, 14 xã, 209 buôn hoặc thôn. |                                      | |

Ngày 23 tháng 3 năm 1962, Tổng thống Việt Nam Cộng hòa ban hành Sắc lệnh số 60-NV. Theo đó, sáp nhập vào tỉnh Quảng Đức một phần đất của tỉnh Darlac ấn định như sau: phía tây bắc, phía tây và phía nam: tiếp giáp sông Ea Krông Knô từ tọa độ ZU 256.787 tới tọa độ AP 783.599; phía bắc: dọc theo bờ phía nam sông Ea Kr Buong Trai từ tọa độ ZU 256.787 đến tọa độ AP 759.787 và bờ phía nam sông Ea Krong Ana từ tọa độ AP 759.787 đến AP 764.786; phía đông: dọc theo bờ phía tây sông Ea Krong Ana từ tọa độ AP 764.786 đến tọa độ AP 772.738 thẳng tới tọa độ AP 772.729, tọa độ AP 770.717, tọa độ AP 772.692, tọa độ 790.660 và tọa độ AP 783.599.
Ngày 27 tháng 7 năm 1963, Tổng thống Việt Nam Cộng hòa ban hành Nghị định số 610-NV. Theo đó, xã Đức Sơn, thuộc cơ sở hành chính Đức Xuyên, quận Đức Lập tỉnh Quảng Đức, nay đổi tên là xã Vĩnh Xuân.
Ngày 3 tháng 9 năm 1964, Tổng trưởng Nội vụ Việt Nam Cộng hòa ban hành Nghị định số 1075-BNV/NC. Theo đó, thành lập tại tổng Đức Ninh quận Đức Lập tỉnh Quảng Đức một xã mới, lấy tên là xã Đức An.
Ngày 22 tháng 12 năm 1964, Tổng trưởng Nội vụ Việt Nam Cộng hòa ban hành Nghị định số 1673-BNV/NC/6. Theo đó, thành lập tại quận Đức Lập tỉnh Quảng Đức, một xã mới lấy tên là xã Đức Phú. Xã Đức Phú trực thuộc cơ sở phái viên hành chính Đức Xuyên. Địa phận xã Đức Phú, gồm có một phần đất do tỉnh Darlac bàn giao theo Sắc lệnh số 60-NV ngày 23 tháng 3 năm 1962 và một phần đất của xã Vĩnh Xuân cùng quận.
Ngày 9 tháng 3 năm 1965, Tổng trưởng Nội vụ Việt Nam Cộng hòa ban hành Nghị định số 276-BNV/NC/6. Theo đó, cải biến địa điểm dinh điền Sùng Đức thành xã Sùng Đức đặt thuộc tổng Kiến Minh, quận Kiến Đức tỉnh Quảng Đức.
Ngày 4 tháng 11 năm 1965, Ủy viên Nội vụ Việt Nam Cộng hòa ban hành Nghị định số 1632-BNV/NC/13. Theo đó, cải biến địa điểm dinh điền Đạo Nghĩa thành xã Đạo Nghĩa, đặt thuộc tổng Kiến Minh, quận Kiên Đức, tỉnh Quảng Đức.

## Giai đoạn 1975 - 2025
- Tháng 11 năm 1975, giải thể huyện Lạc Dương, nhập các xã Kill Pla Gnol Hạ, Xuân Trường, Xuân Thọ về huyện Đơn Dương và các xã Lát, xã Đạ M'rông về huyện Đức Trọng.
- Theo Quyết định ngày 20 tháng 9 năm 1975 của Bộ Chính trị, Hà Nội, Sài Gòn, Hải Phòng và Đà Lạt là 4 thành phố trực thuộc Trung ương; 4 tỉnh Lâm Đồng, Tuyên Đức, Bình Thuận, Ninh Thuận hợp thành một tỉnh mới.
- Sau đó, Khu ủy khu VI đã họp và quyết định tên của tỉnh mới là tỉnh Thuận Lâm, tỉnh lỵ đặt tại Phan Rang (nay là thành phố Phan Rang – Tháp Chàm thuộc tỉnh Ninh Thuận).
- Ngày 20 tháng 12 năm 1975, Bộ Chính trị quyết định chỉnh lại việc hợp nhất một số tỉnh từ Khu VI trở vào thành những tỉnh mới.
- Tháng 2 năm 1976, Chính phủ cách mạng lâm thời Cộng hòa miền Nam Việt Nam ban hành Nghị định về việc giải thể khu, hợp nhất tỉnh ở miền Nam Việt Nam.
- Theo Nghị định này, tỉnh Lâm Đồng, tỉnh Tuyên Đức và thành phố Đà Lạt hợp nhất thành tỉnh Lâm Đồng. Khi mới hợp nhất, tỉnh Lâm Đồng có 5 đơn vị hành chính gồm: thành phố Đà Lạt và 4 huyện: Bảo Lộc, Di Linh, Đơn Dương, Đức Trọng. Tỉnh lị đặt tại thành phố Đà Lạt.
- Ngày 14 tháng 3 năm 1979, Hội đồng Chính phủ ban hành Quyết định số 116-CP[61] chia một số huyện thuộc tỉnh Lâm Đồng:

1. Chia huyện Bảo Lộc thành hai huyện lấy tên là huyện Bảo Lộc và huyện Đạ Huoai;
2. Chia huyện Đơn Dương thành hai huyện lấy tên là huyện Đơn Dương và huyện Lạc Dương.

- Sau khi chia các huyện trên, toàn tỉnh Lâm Đồng gồm có 6 huyện, 1 thành phố, 61 xã, 6 thị trấn và 6 phường:

1. Huyện Bảo Lộc gồm có các xã: Lộc Lâm, Lộc Nam, Lộc Thắng, Lộc An, Lộc Thanh, Lộc Sơn, Lộc Tiến, Lộc Bắc, Lộc Ngãi, Lộc Thành, Lộc Nga, Lộc Phát, Lộc Châu, Lộc Tân và thị trấn B'Lao.
2. Huyện Đạ Huoai gồm có các xã: Ma Đa Goui, Đạ Oai, Đạ M'ri, Đạ Ploa, Đạ Tẻh, Đạ Kho, Đạ Lay; thị trấn Ma Đa Goui, thị trấn nông trường Đạ Tẻh và thị trấn nông trường Đạ M'ré.
3. Huyện Lạc Dương gồm có các xã: Kil Pla Gnol Hạ, Lát, Đa M'rong, Đa Tong, Đa Long.
4. Huyện Đơn Dương gồm có các xã: Tu Tra, K'Đơn, Thạnh Mỹ, Ka Đô, Lạc Xuân, Lạc Nghiệp, Lạc Lâm, Loan và thị trấn Đơn Dương.
5. Huyện Đức Trọng gồm có các xã: Hiệp Thạnh, Liên Hiệp, Tùng Nghĩa, Phú Hội, Bình Thạnh, Phú Sơn, Đinh Văn, Tân Hội, Đạ Đờn, N'Thol Hạ, Phi Tô và Tân Văn.
6. Huyện Di Linh gồm có các xã: Di Linh, Ninh Gia, Đinh Lạc, Tân Châu, Sơn Điền, Gung Ré, Đinh Trang Thượng, Đinh Trang Hòa, Tân Thượng, Hòa Bắc, Gia Hiệp và Liên Đầm.
7. Thành phố Đà Lạt gồm có 6 phường: phường 1, phường 2, phường 3, phường 4, phường 5, phường 6 và 3 xã: Tà Nung, Xuân Trường, Xuân Thọ.

- Ngày 19 tháng 9 năm 1981, Hội đồng Bộ trưởng ban hành Quyết định số 77-HĐBT[62] phân vạch địa giới một số xã và thị trấn thuộc tỉnh Lâm Đồng:

huyện Di Linh
1. Chuyển xã Di Linh thành thị trấn Di Linh.
2. Thành lập xã Bảo Thuận.

huyện Đức Trọng
1. Thành lập khu kinh tế mới của Hà Nội tại Lâm Đồng một thị trấn lấy tên là thị trấn Nam Ban.

- Ngày 29 tháng 12 năm 1981, Kỳ họp thứ 2 - Quốc hội khóa VII ban hành Nghị quyết sáp nhập xã Đồng Nai (19.000 ha) thuộc huyện Phước Long, tỉnh Sông Bé (nay là thị xã Phước Long và các huyện Bù Gia Mập, Phú Riềng thuộc tỉnh Bình Phước) vào huyện Đạ Huoai, tỉnh Lâm Đồng[63].
- Ngày 28 tháng 3 năm 1983, Hội đồng Bộ trưởng ban hành Quyết định số 22-HĐBT[64] phân vạch địa giới xã thuộc tỉnh Lâm Đồng:

huyện Bảo Lộc
1. Chia xã Lộc Ngãi thành hai xã lấy tên là xã Lộc Ngãi và xã Lộc Đức.

huyện Đơn Dương
1. Chia xã Loan thành hai xã lấy tên là xã Ninh Loan và xã Đà Loan.

- Ngày 06 tháng 3 năm 1984, Hội đồng Bộ trưởng ban hành Quyết định số 38-HĐBT[65] phân vạch địa giới một số xã thuộc tỉnh Lâm Đồng:

huyện Di Linh
1. Chia xã Gia Hiệp thành hai xã lấy tên là xã Gia Hiệp và xã Tam Bố.
2. Chia xã Sơn Điền thành hai xã lấy tên là xã Sơn Điền và xã Gia Bắc.
3. Chia xã Đinh Trang Hòa thành hai xã lấy tên là xã Đinh Trang Hòa và xã Hòa Trung.

huyện Đạ Huoai
1. Chia xã Đạ Kho thành hai xã lấy tên là xã Đạ Kho và xã Triệu Hải.
2. Chia xã Đạ Tẻh thành hai xã lấy tên là xã An Nhơn và xã Hà Đông.
3. Chia xã Đồng Nai thành bốn xã lấy tên là xã Đồng Nai, xã Quảng Ngãi, xã Phù Mỹ và xã Phước Cát.

huyện Lạc Dương
1. Chia xã Kil Pla Gnol thành hai xã lấy tên là xã Đạ Chais và xã Đạ Sar.

huyện Đức Trọng
1. Giải thể xã Tùng Nghĩa để thành lập thị trấn Liên Nghĩa.
2. Thị trấn Liên Nghĩa gồm toàn bộ xã Tùng Nghĩa cũ, toàn bộ thôn Liên Hiệp và xóm I của thôn Tân Hiệp, xã Liên Hiệp.

- Ngày 06 tháng 6 năm 1986, Hội đồng Bộ trưởng ban hành Quyết định số 67-HĐBT[66] điều chỉnh địa giới hành chính một số xã, phường, thị trấn thuộc các huyện Đạ Huoai, Đơn Dương, Di Linh và thành phố Đà Lạt thuộc tỉnh Lâm Đồng:

huyện Đạ Huoai
1. Chia xã Đạ Plơa thành hai xã lấy tên là xã Đạ Plơa và xã Đoàn Kết.
2. Chia xã Đạ M'ri thành ba đơn vị hành chính lấy tên là xã Đạ M'ri, xã Hà Lâm và thị trấn Đạ M'ri.
3. Chia xã Đạ Oai thành hai xã lấy tên là xã Đạ Oai và xã Đạ Tồn.
4. Chia xã Triệu Hải thành hai xã lấy tên là xã Triệu Hải và xã Quảng Trị.
5. Chia xã Hà Đông thành ba xã lấy tên là xã Hà Đông, xã Mỹ Đức và xã Quốc Oai.
6. Chia xã Đạ Lây thành hai xã lấy tên là xã Đạ Lây và xã Hương Lâm.
7. Chia xã Quảng Ngãi thành hai xã lấy tên là xã Quảng Ngãi và xã Tư Nghĩa.
8. Chia xã Phù Mỹ thành hai xã lấy tên là xã Phù Mỹ và xã Mỹ Lâm.
9. Chia xã Đồng Nai thành năm đơn vị hành chính lấy tên là xã Đức Phổ, xã Nam Ninh, xã Gia Viễn, xã Tiên Hoàng và thị trấn Đồng Nai.
10. Chia xã Phước Cát thành hai xã lấy tên là xã Phước Cát 1 và xã Phước Cát 2.

huyện Đơn Dương
1. Chia xã Đà Loan thành hai xã lấy tên là xã Đà Loan và xã Tà Năng.
2. Chia xã Ninh Loan thành hai xã lấy tên là xã Ninh Loan và xã Tà Hine.

huyện Di Linh
1. Chia xã Đinh Trang Hòa thành ba xã lấy tên là xã Đinh Trang Hòa, xã Hòa Ninh và xã Hòa Nam.

thành phố Đà Lạt
1. Chia phường 1 thành hai phường lấy tên là phường 1 và phường 2.
2. Chia phường 2 thành hai phường lấy tên là phường 3 và phường 4.
3. Chia phường 3 thành hai phường lấy tên là phường 5 và phường 6.
4. Chia phường 4 thành hai phường lấy tên là phường 7 và phường 8.
5. Chia phường 5 thành hai phường lấy tên là phường 9 và phường 10.
6. Chia phường 6 thành hai phường lấy tên là phường 11 và phường 12.

- Ngày 06 tháng 6 năm 1986, Hội đồng Bộ trưởng ban hành Quyết định số 68-HĐBT[67] chia huyện Đạ Huoai thành ba huyện lấy tên là huyện Đạ Huoai, huyện Đạ Tẻh và huyện Cát Tiên:

1. Huyện Đạ Huoai có 2 thị trấn: Mađagui, Đạ M'ri và 7 xã: Đạ Plơa, Đoàn Kết, Đạ M'ri, Hà Lâm, Mađagui, Đạ Oai, Đạ Tồn.
2. Huyện Đạ Tẻh có thị trấn Đạ Tẻh và 9 xã: Đạ Kho, Triệu Hải, Quảng Trị, Hà Đông, Mỹ Đức, Quốc Oai, An Nhơn, Đạ Lây, Hương Lâm.
3. Huyện Cát Tiên có thị trấn Đồng Nai và 10 xã: Quảng Ngãi, Tư Nghĩa, Mỹ Lâm, Phù Mỹ, Đức Phổ, Nam Ninh, Gia Viễn, Tiên Hoàng, Phước Cát 1, Phước Cát 2.

- Ngày 24 tháng 10 năm 1987, Hội đồng Bộ trưởng ban hành Quyết định số 157-HĐBT[68] điều chỉnh địa giới thành lập xã, thị trấn thuộc các huyện Đức Trọng, Di Linh, Đơn Dương; chia huyện Đức Trọng thành hai huyện lấy tên là huyện Đức Trọng và huyện Lâm Hà:

1. Tách xã Ninh Gia của huyện Di Linh; tách 4 xã: Đà Loan, Ninh Loan, Tà Hine và Tà Năng của huyện Đơn Dương để sáp nhập vào huyện Đức Trọng.
2. Giải thể xã Thạnh Mỹ để thành lập thị trấn Thạnh Mỹ thuộc huyện Đơn Dương.
3. Thành lập 10 xã mới của huyện Đức Trọng: Rô Men, Liêng Srônh, Phi Liêng, Phúc Thọ, Tân Thanh, Hoài Đức, Đan Phượng, Tân Hà, Gia Lâm, Đông Thanh.
4. Chia thị trấn Nam Ban của huyện Đức Trọng thành hai đơn vị hành chính lấy tên là thị trấn Nam Ban và xã Mê Linh.
5. Giải thể xã Đinh Văn của huyện Đức Trọng để thành lập thị trấn Đinh Văn.
6. Chia huyện Đức Trọng thành 2 huyện lấy tên là huyện Đức Trọng và huyện Lâm Hà:
  1. Huyện Đức Trọng có thị trấn Liên Nghĩa và 11 xã: Đà Loan, Bình Thạnh, Phú Hội, Liên Hiệp, Ninh Gia, Ninh Loan, N'Thôn Hạ, Tà Hine, Tà Năng, Hiệp Thạnh, Tân Hội.
  2. Huyện Lâm Hà có 2 thị trấn: Nam Ban, Đinh Văn và 15 xã: Đạ Đờn, Phi Tô, Phú Sơn, Tân Văn, Phi Liêng, Rô Men, Liêng Srônh, Phúc Thọ, Tân Thanh, Hoài Đức, Đan Phượng, Tân Hà, Gia Lâm, Đông Thanh, Mê Linh.

- Ngày 15 tháng 9 năm 1989, giải thể xã Lạc Nghiệp để thành lập thị trấn Dran thuộc huyện Đơn Dương; chia xã Lát thành hai đơn vị hành chính lấy tên là xã Lát và thị trấn Lạc Dương thuộc huyện Lạc Dương[69].
- Ngày 11 tháng 7 năm 1994, Chính phủ ban hành Nghị định số 65-CP[70] chia huyện Bảo Lộc thành thị xã Bảo Lộc và huyện Bảo Lâm:

1. Thị xã Bảo Lộc có 24.740 ha diện tích tự nhiên và 118.346 nhân khẩu.
2. Địa giới thị xã Bảo Lộc: phía Đông, phía Nam và phía Bắc giáp huyện Bảo Lâm; phía Tây giáp huyện Đa Huoai.
3. Thành lập các phường, xã thuộc thị xã Bảo Lộc:
  1. Chia thị trấn Blao thành 3 đơn vị hành chính là phường 1, phường 2 và phường Blao.
  2. Thành lập xã Đạm Bri trên cơ sở 2.320 ha diện tích tự nhiên và 2.286 nhân khẩu (thôn Đạm Bri) của xã Lộc Tân.
  3. Thành lập phường Lộc Tiến trên cơ sở toàn bộ 350 ha diện tích tự nhiên và 13.963 nhân khẩu của xã Lộc Tiến.
  4. Thành lập phường Lộc Sơn trên cơ sở toàn bộ 450 ha diện tích tự nhiên và 11.970 nhân khẩu của xã Lộc Sơn.
  5. Thành lập phường Lộc Phát trên cơ sở toàn bộ 300 ha diện tích tự nhiên và 15.859 nhân khẩu của xã Lộc Phát.
4. Huyện Bảo Lâm có diện tích tự nhiên 152.552 hécta; nhân khẩu 62.211.
5. Địa giới huyện Bảo Lâm: phía Đông giáp huyện Di Linh; phía Tây giáp huyện Đạ Tẻh và thị xã Bảo Lộc; phía Nam giáp thị xã Bảo Lộc; phía Bắc giáp tỉnh Đắk Lắk.
6. Thành lập các xã, thị trấn thuộc huyện Bảo Lâm:
  1. Chia xã Lộc Thắng thành thị trấn Lộc Thắng và xã Lộc Quảng.
  2. Chia xã Lộc Lâm thành xã Lộc Lâm và xã Lộc Phú.
  3. Chia xã Lộc Bắc thành xã Lộc Bắc và xã Lộc Bảo.

- Sau khi thành lập thị xã Bảo Lộc và huyện Bảo Lâm:

1. Thị xã Bảo Lộc có 6 phường: 1, 2, B'Lao, Lộc Sơn, Lộc Phát, Lộc Tiến và 4 xã: Lộc Châu, Đam Bri, Lộc Thanh và Lộc Nga.
2. Huyện Bảo Lâm có thị trấn Lộc Thắng và 11 xã: Lộc Quảng, Lộc Ngãi, Lộc Đức, Lộc Lâm, Lộc Phú, Lộc Bắc, Lộc Bảo, Lộc An, Lộc Tân, Lộc Thành và Lộc Nam.

- Theo Quyết định số 761-TTg[71] ngày 22 tháng 11 năm 1995, tỉnh Lâm Đồng giao cho tỉnh Đắk Lắk 34.000 ha đất ở phía bắc sông Krông Knô.
- Ngày 18 tháng 6 năm 1999, Chính phủ ban hành Nghị định số 38/1999/NĐ-CP[72] điều chỉnh địa giới hành chính và thành lập xã thuộc các huyện Đức Trọng, Lâm Hà, Di Linh và thị xã Bảo Lộc, tỉnh Lâm Đồng:

1. Thành lập xã Hiệp An thuộc huyện Đức Trọng trên cơ sở 5.400 ha diện tích tự nhiên và 6.100 nhân khẩu của xã Hiệp Thạnh.
2. Thành lập xã Liên Hà thuộc huyện Lâm Hà trên cơ sở 4.853 ha diện tích tự nhiên và 5.068 nhân khẩu của xã Tân Hà.
3. Thành lập xã Tân Nghĩa thuộc huyện Di Linh trên cơ sở 3.470 ha diện tích tự nhiên và 5.923 nhân khẩu của xã Đinh Lạc.
4. Thành lập xã Đại Lào thuộc thị xã Bảo Lộc trên cơ sở 6.220 ha diện tích tự nhiên và 16.457 nhân khẩu của xã Lộc Châu.

- Ngày 24 tháng 8 năm 1999, Chính phủ ban hành Nghị định số 79/1999/NĐ-CP[73] điều chỉnh địa giới xã thuộc các huyện Lạc Dương, Lâm Hà và Bảo Lâm, tỉnh Lâm Đồng:

1. Thành lập xã Đưng KNớ thuộc huyện Lạc Dương trên cơ sở 16.500 ha diện tích tự nhiên và 1.146 nhân khẩu của xã Đạ Long.
2. Thành lập xã Đạ KNàng thuộc huyện Lâm Hà trên cơ sở 5.673 ha diện tích tự nhiên và 2.565 nhân khẩu của xã Phi Liêng.
3. Thành lập xã Tân Lạc thuộc huyện Bảo Lâm trên cơ sở 2.442,15 ha diện tích tự nhiên và 3.247 nhân khẩu của xã Lộc Thành.

- Ngày 30 tháng 10 năm 2000, Chính phủ ban hành Nghị định số 62/2000/NĐ-CP[74] thành lập xã thuộc các huyện Đơn Dương, Đức Trọng và Bảo Lâm, tỉnh Lâm Đồng:

1. Thành lập xã Đạ Ròn thuộc huyện Đơn Dương trên cơ sở 3.349,3 ha diện tích tự nhiên và 9.133 nhân khẩu của thị trấn Thạnh Mỹ.
2. Thành lập xã Tân Thành thuộc huyện Đức Trọng trên cơ sở 2.270 ha diện tích tự nhiên và 5.326 nhân khẩu của xã Tân Hội.
3. Thành lập xã B' Lá thuộc huyện Bảo Lâm trên cơ sở 7.424 ha diện tích tự nhiên và 3.302 nhân khẩu của xã Lộc Quảng.

- Ngày 31 tháng 12 năm 2002, Chính phủ ban hành Nghị định số 112/2002/NĐ-CP[75] thành lập xã thuộc huyện Lâm Hà, Đạ Huoai, Đạ Tẻh, Cát Tiên, tỉnh Lâm Đồng:

1. Thành lập xã Nam Hà thuộc huyện Lâm Hà trên cơ sở 2.345 ha diện tích tự nhiên và 4.103 nhân khẩu của thị trấn Nam Ban.
2. Thành lập xã Phước Lộc thuộc huyện Đạ Huoai trên cơ sở 7.766 ha diện tích tự nhiên và 3.008 nhân khẩu của xã Hà Lâm.
3. Thành lập xã Đạ Pal thuộc huyện Đạ Tẻh trên cơ sở 4.600 ha diện tích tự nhiên và 2.834 nhân khẩu của xã Triệu Hải.
4. Thành lập xã Đồng Nai Thượng thuộc huyện Cát Tiên trên cơ sở 9.395 ha diện tích tự nhiên và 2.429 nhân khẩu của xã Tiên Hoàng.

- Ngày 17 tháng 11 năm 2004, Chính phủ ban hành Nghị định số 189/2004/NĐ-CP[76] thành lập xã thuộc các huyện Lạc Dương, Lâm Hà và thành lập huyện Đam Rông, tỉnh Lâm Đồng:

1. Thành lập một số xã thuộc các huyện Lạc Dương, Lâm Hà:
  1. Thành lập xã Đạ Nhim thuộc huyện Lạc Dương trên cơ sở 23.993 ha diện tích tự nhiên và 2.194 nhân khẩu của xã Đạ Chais.
  2. Thành lập xã Đạ Rsal thuộc huyện Lâm Hà trên cơ sở 7.770 ha diện tích tự nhiên và 4.935 nhân khẩu của xã Liêng Srônh và 706 ha diện tích tự nhiên của xã Rô Men.
2. Thành lập huyện Đam Rông:
  1. Thành lập huyện Đam Rông trên cơ sở 28.310 ha diện tích tự nhiên và 12.437 nhân khẩu (gồm toàn bộ các xã Đạ M'Rong, Đạ Tông, Đạ Long) của huyện Lạc Dương; 60.910 ha diện tích tự nhiên và 18.196 nhân khẩu (gồm toàn bộ các xã Liêng Srônh, Đạ Rsal, Phi Liêng, Đạ K'Nàng, Rô Men) của huyện Lâm Hà.
  2. Huyện Đam Rông có 89.220 ha diện tích tự nhiên và 30.633 nhân khẩu, có 8 đơn vị hành chính trực thuộc gồm các xã Đạ M'Rong, Đạ Tông, Đạ Long, Liêng Srônh, Đạ Rsal, Phi Liêng, Đạ K'Nàng, Rô Men.
  3. Địa giới hành chính huyện Đam Rông: Đông giáp huyện Lạc Dương; Tây giáp tỉnh Đắk Nông; Nam giáp huyện Lâm Hà; Bắc giáp tỉnh Đắk Lắk.

- Sau khi điều chỉnh địa giới hành chính thành lập huyện Đam Rông:

1. Huyện Lạc Dương còn lại 123.070 ha diện tích tự nhiên và 16.081 nhân khẩu, có 6 đơn vị hành chính trực thuộc gồm các xã Lát, Đạ Sar, Đạ Chais, Đạ Nhim, Đưng K'Nớ và thị trấn Lạc Dương.
2. Huyện Lâm Hà còn lại 97.852,49 ha diện tích tự nhiên và 133.679 nhân khẩu, có 16 đơn vị hành chính trực thuộc gồm các xã Tân Văn, Đạ Đờn, Phú Sơn, Phi Tô, Tân Hà, Liên Hà, Phúc Thọ, Hoài Đức, Đan Phượng, Tân Thanh, Nam Hà, Gia Lâm, Đông Thanh, Mê Linh và các thị trấn Đinh Văn, Nam Ban.
3. Tỉnh Lâm Đồng có 12 đơn vị hành chính cấp huyện gồm thành phố Đà Lạt, thị xã Bảo Lộc và 12 huyện: Bảo Lộc, Cát Tiên, Đạ Huoai, Đạ Tẻh, Đam Rông, Di Linh, Đơn Dương, Đức Trọng, Lạc Dương, Lâm Hà.

- Ngày 06 tháng 3 năm 2009, Chính phủ ban hành Nghị định số 10/NĐ-CP[77] điều chỉnh địa giới hành chính xã, thành lập xã thuộc thành phố Đà Lạt, huyện Đức Trọng và huyện Di Linh, tỉnh Lâm Đồng:

1. Thành lập xã Trạm Hành thuộc thành phố Đà Lạt trên cơ sở điều chỉnh 5.431,38 ha diện tích tự nhiên và 5.086 nhân khẩu của xã Xuân Trường.
2. Thành lập xã Đa Quyn thuộc huyện Đức Trọng trên cơ sở điều chỉnh 17.152,98 ha diện tích tự nhiên và 3.212 nhân khẩu của xã Tà Năng.
3. Thành lập xã Tân Lâm thuộc huyện Di Linh trên cơ sở điều chỉnh 5.917 ha diện tích tự nhiên và 5.654 nhân khẩu của xã Tân Thượng.

- Ngày 08 tháng 4 năm 2010, Chính phủ ban hành Nghị quyết số 19/NQ-CP[78] về việc thành lập thành phố Bảo Lộc thuộc tỉnh Lâm Đồng:

1. Thành lập thành phố Bảo Lộc thuộc tỉnh Lâm Đồng trên cơ sở toàn bộ diện tích tự nhiên, dân số và các đơn vị hành chính trực thuộc của thị xã Bảo Lộc.
2. Thành phố Bảo Lộc có diện tích tự nhiên 23.256,28 ha và 153.362 nhân khẩu, 11 đơn vị hành chính cấp xã, gồm các phường: 1, 2, Lộc Phát, Lộc Tiến, B'Lao, Lộc Sơn và các xã Đạm Bri, Lộc Thanh, Lộc Nga, Lộc Châu, Đại Lào.
3. Địa giới hành chính thành phố Bảo Lộc: phía Bắc, phía Đông và phía Nam giáp huyện Bảo Lâm, phía Tây giáp huyện Đạ Huoai.

- Ngày 29 tháng 12 năm 2013, Chính phủ ban hành Nghị quyết số 134/NQ-CP[79] về việc điều chỉnh địa giới hành chính xã, thị trấn để mở rộng địa giới hành chính các thị trấn Lạc Dương thuộc huyện Lạc Dương, thị trấn Di Linh thuộc huyện Di Linh, thị trấn Đồng Nai thuộc huyện Cát Tiên và đổi tên thị trấn Đồng Nai thành thị trấn Cát Tiên thuộc huyện Cát Tiên:

1. Điều chỉnh 3.461,4 ha diện tích tự nhiên và 2.704 nhân khẩu của xã Lát, huyện Lạc Dương về thị trấn Lạc Dương quản lý.
2. Điều chỉnh 550,44 ha diện tích tự nhiên, 4.658 nhân khẩu của xã Gung Ré và 88,24 ha diện tích tự nhiên, 593 nhân khẩu của xã Tân Châu, huyện Di Linh về thị trấn Di Linh quản lý.
3. Điều chỉnh toàn bộ 679 ha diện tích tự nhiên và 3.921 nhân khẩu của xã Phù Mỹ, huyện Cát Tiên để thị trấn Đồng Nai quản lý và đổi tên thị trấn Đồng Nai thành thị trấn Cát Tiên.

- Sau khi điều chỉnh địa giới hành chính:

1. Huyện Lạc Dương có 131.252,84 ha diện tích tự nhiên, 20.905 nhân khẩu, 06 đơn vị hành chính cấp xã (1 thị trấn và 05 xã).
2. Xã Lát thuộc huyện Lạc Dương còn lại 21.713,6 ha diện tích tự nhiên và 1.933 nhân khẩu.
3. Huyện Di Linh có 161.464,8 ha diện tích tự nhiên, 160.830 nhân khẩu, 19 đơn vị hành chính cấp xã (1 thị trấn và 18 xã).
4. Xã Gung Ré thuộc huyện Di Linh còn lại 11.549,16 ha diện tích tự nhiên và 5.638 nhân khẩu.
5. Xã Tân Châu thuộc huyện Di Linh còn lại 4.390,01 ha diện tích tự nhiên và 10.604 nhân khẩu.
6. Huyện Cát Tiên có 42.657 ha diện tích tự nhiên, 38.288 nhân khẩu, 11 đơn vị hành chính cấp xã (1 thị trấn và 10 xã).

- Ngày 12 tháng 4 năm 2018, Ủy ban thường vụ Quốc hội ban hành Nghị quyết số 493/NQ-UBTVQH14[80] về việc thành lập thị trấn Phước Cát thuộc huyện Cát Tiên:

1. Thành lập thị trấn Phước Cát thuộc huyện Cát Tiên trên cơ sở toàn bộ diện tích tự nhiên và dân số của xã Phước Cát 1.

- Ngày 17 tháng 12 năm 2019, Ủy ban thường vụ Quốc hội ban hành Nghị quyết số 833/NQ-UBTVQH14 về việc sắp xếp các đơn vị hành chính cấp xã thuộc tỉnh Lâm Đồng[81]:

huyện Cát Tiên
1. Hợp nhất xã Mỹ Lâm và xã Nam Ninh thành một xã lấy tên là xã Nam Ninh.
2. Hợp nhất xã Tư Nghĩa và xã Quảng Ngãi thành một xã lấy tên là xã Quảng Ngãi.

huyện Đạ Huoai
1. Hợp nhất xã Đạ M'ri và thị trấn Đạ M'ri thành một đơn vị hành chính lấy tên là thị trấn Đạ M'ri.

huyện Đạ Tẻh
1. Hợp nhất xã Hà Đông và xã Mỹ Đức thành một xã lấy tên là xã Mỹ Đức.
2. Hợp nhất xã Hương Lâm và xã Đạ Lây thành một xã lấy tên là xã Đạ Lây.

- Ngày 24 tháng 10 năm 2024, Ủy ban Thường vụ Quốc hội ban hành Nghị quyết số 1245/NQ-UBTVQH15[82] về việc sắp xếp đơn vị hành chính cấp huyện, cấp xã của tỉnh Lâm Đồng giai đoạn 2023 – 2025 (nghị quyết có hiệu lực từ ngày 1 tháng 12 năm 2024). Theo đó:

huyện Cát Tiên, huyện Đạ Tẻh và huyện Đạ Huoai
1. Sáp nhập toàn bộ huyện Cát Tiên và huyện Đạ Tẻh vào huyện Đạ Huoai.
2. Sáp nhập toàn bộ xã Triệu Hải vào xã Quảng Trị. Xã Quảng Trị có diện tích tự nhiên là 86,51 km² và quy mô dân số là 6.380 người.
3. Thành lập xã Bà Gia trên cơ sở toàn bộ xã Đoàn Kết và xã Đạ P'loa. Xã Bà Gia có diện tích tự nhiên là 131,51 km² và quy mô dân số là 6.500 người.
4. Sáp nhập toàn bộ xã Phước Lộc vào xã Hà Lâm. Xã Hà Lâm có diện tích tự nhiên là 124,21 km² và quy mô dân số là 7.743 người.
5. Sáp nhập toàn bộ xã Đạ Tồn vào xã Đạ Oai. Xã Đạ Oai có diện tích tự nhiên là 68,39 km² và quy mô dân số là 5.908 người.
6. Huyện Đạ Huoai có diện tích tự nhiên là 1.448,48 km² và quy mô dân số là 146.064 người; có 23 đơn vị hành chính cấp xã, gồm 18 xã và 5 thị trấn.

huyện Đơn Dương
1. Sáp nhập toàn bộ xã Pró vào xã Quảng Lập. Xã Quảng Lập có diện tích tự nhiên là 97,63 km² và quy mô dân số là 14.177 người.

Tỉnh Lâm Đồng có 10 đơn vị hành chính cấp huyện, bao gồm 8 huyện và 2 thành phố; 137 đơn vị hành chính cấp xã, gồm 106 xã, 18 phường và 13 thị trấn.

## Giai đoạn 2025 - nay

### Năm 2025: Nghị quyết số 202/2025/QH15
Ngày 12 tháng 6 năm 2025, Quốc hội ban hành Nghị quyết số 202/2025/QH15 về việc sắp xếp đơn vị hành chính cấp tỉnh (nghị quyết có hiệu lực từ ngày 12 tháng 6 năm 2025). Theo đó, sáp nhập tỉnh Bình Thuận và tỉnh Đắk Nông vào tỉnh Lâm Đồng.
Sau khi sắp xếp, tỉnh Lâm Đồng có 24.233,07 km² diện tích tự nhiên và quy mô dân số là 3.872.999 người.

### Năm 2025: Nghị quyết số 203/2025/QH15
Ngày 16 tháng 6 năm 2025, Quốc hội khóa XV ban hành Nghị quyết số 203/2025/QH15 về việc sửa đổi, bổ sung một số điều của Hiến pháp nước Cộng hòa xã hội chủ nghĩa Việt Nam. Theo đó, kết thúc hoạt động của đơn vị hành chính cấp huyện trong cả nước từ ngày 01 tháng 7 năm 2025.

### Năm 2025: Nghị quyết số 1671/NQ-UBTVQH15
- Nghị quyết số 1671/NQ-UBTVQH15[85] của Ủy ban Thường vụ Quốc hội khoa XV về việc sắp xếp các đơn vị hành chính cấp xã của tỉnh Lâm Đồng năm 2025:

Tỉnh Lâm Đồng:
1. Sắp xếp toàn bộ diện tích tự nhiên, quy mô dân số của các xã Đạ Sar, Đạ Nhim và Đạ Chais thành xã mới có tên gọi là xã Lạc Dương.
2. Sắp xếp toàn bộ diện tích tự nhiên, quy mô dân số của thị trấn Thạnh Mỹ, xã Đạ Ròn và xã Tu Tra thành xã mới có tên gọi là xã Đơn Dương.
3. Sắp xếp toàn bộ diện tích tự nhiên, quy mô dân số của xã Lạc Lâm và xã Ka Đô thành xã mới có tên gọi là xã Ka Đô.
4. Sắp xếp toàn bộ diện tích tự nhiên, quy mô dân số của xã Ka Đơn và xã Quảng Lập thành xã mới có tên gọi là xã Quảng Lập.
5. Sắp xếp toàn bộ diện tích tự nhiên, quy mô dân số của thị trấn D’Ran và xã Lạc Xuân thành xã mới có tên gọi là xã D’Ran.
6. Sắp xếp toàn bộ diện tích tự nhiên, quy mô dân số của các xã Hiệp An, Liên Hiệp và Hiệp Thạnh thành xã mới có tên gọi là xã Hiệp Thạnh.
7. Sắp xếp toàn bộ diện tích tự nhiên, quy mô dân số của thị trấn Liên Nghĩa và xã Phú Hội thành xã mới có tên gọi là xã Đức Trọng.
8. Sắp xếp toàn bộ diện tích tự nhiên, quy mô dân số của các xã Tân Thành (huyện Đức Trọng), N’ Thôn Hạ và Tân Hội thành xã mới có tên gọi là xã Tân Hội.
9. Sắp xếp toàn bộ diện tích tự nhiên, quy mô dân số của các xã Ninh Loan, Đà Loan và Tà Hine thành xã mới có tên gọi là xã Tà Hine.
10. Sắp xếp toàn bộ diện tích tự nhiên, quy mô dân số của xã Đa Quyn và xã Tà Năng thành xã mới có tên gọi là xã Tà Năng.
11. Sắp xếp toàn bộ diện tích tự nhiên, quy mô dân số của xã Bình Thạnh (huyện Đức Trọng), xã Tân Văn và thị trấn Đinh Văn thành xã mới có tên gọi là xã Đinh Văn Lâm Hà.
12. Sắp xếp toàn bộ diện tích tự nhiên, quy mô dân số của xã Phú Sơn và xã Đạ Đờn thành xã mới có tên gọi là xã Phú Sơn Lâm Hà.
13. Sắp xếp toàn bộ diện tích tự nhiên, quy mô dân số của xã Nam Hà và xã Phi Tô thành xã mới có tên gọi là xã Nam Hà Lâm Hà.
14. Sắp xếp toàn bộ diện tích tự nhiên, quy mô dân số của thị trấn Nam Ban và các xã Đông Thanh, Mê Linh, Gia Lâm thành xã mới có tên gọi là xã Nam Ban Lâm Hà.
15. Sắp xếp toàn bộ diện tích tự nhiên, quy mô dân số của các xã Tân Hà (huyện Lâm Hà), Hoài Đức, Đan Phượng và Liên Hà thành xã mới có tên gọi là xã Tân Hà Lâm Hà.
16. Sắp xếp toàn bộ diện tích tự nhiên, quy mô dân số của xã Phúc Thọ và xã Tân Thanh thành xã mới có tên gọi là xã Phúc Thọ Lâm Hà.
17. Sắp xếp toàn bộ diện tích tự nhiên, quy mô dân số của xã Phi Liêng và xã Đạ K’Nàng thành xã mới có tên gọi là xã Đam Rông 1.
18. Sắp xếp toàn bộ diện tích tự nhiên, quy mô dân số của xã Rô Men và xã Liêng Srônh thành xã mới có tên gọi là xã Đam Rông 2.
19. Sắp xếp toàn bộ diện tích tự nhiên, quy mô dân số xã Đạ Rsal và xã Đạ M’Rông thành xã mới có tên gọi là xã Đam Rông 3.
20. Sắp xếp toàn bộ diện tích tự nhiên, quy mô dân số của các xã Đạ Tông, Đạ Long và Đưng K’Nớ thành xã mới có tên gọi là xã Đam Rông 4.
21. Sắp xếp toàn bộ diện tích tự nhiên, quy mô dân số của thị trấn Di Linh và các xã Liên Đầm, Tân Châu, Gung Ré thành xã mới có tên gọi là xã Di Linh.
22. Sắp xếp toàn bộ diện tích tự nhiên, quy mô dân số của các xã Đinh Trang Hòa, Hòa Trung và Hòa Ninh thành xã mới có tên gọi là xã Hòa Ninh.
23. Sắp xếp toàn bộ diện tích tự nhiên, quy mô dân số của xã Hòa Nam và xã Hòa Bắc thành xã mới có tên gọi là xã Hòa Bắc.
24. Sắp xếp toàn bộ diện tích tự nhiên, quy mô dân số của các xã Tân Lâm, Tân Thượng và Đinh Trang Thượng thành xã mới có tên gọi là xã Đinh Trang Thượng.
25. Sắp xếp toàn bộ diện tích tự nhiên, quy mô dân số của các xã Đinh Lạc, Tân Nghĩa và Bảo Thuận thành xã mới có tên gọi là xã Bảo Thuận.
26. Sắp xếp toàn bộ diện tích tự nhiên, quy mô dân số của xã Gia Bắc và xã Sơn Điền thành xã mới có tên gọi là xã Sơn Điền.
27. Sắp xếp toàn bộ diện tích tự nhiên, quy mô dân số của xã Tam Bố và xã Gia Hiệp thành xã mới có tên gọi là xã Gia Hiệp.
28. Sắp xếp toàn bộ diện tích tự nhiên, quy mô dân số của thị trấn Lộc Thắng, xã Lộc Quảng và xã Lộc Ngãi thành xã mới có tên gọi là xã Bảo Lâm 1.
29. Sắp xếp toàn bộ diện tích tự nhiên, quy mô dân số của các xã Lộc An, Lộc Đức và Tân Lạc thành xã mới có tên gọi là xã Bảo Lâm 2.
30. Sắp xếp toàn bộ diện tích tự nhiên, quy mô dân số của xã Lộc Thành và xã Lộc Nam thành xã mới có tên gọi là xã Bảo Lâm 3.
31. Sắp xếp toàn bộ diện tích tự nhiên, quy mô dân số của các xã Lộc Phú, Lộc Lâm và B’Lá thành xã mới có tên gọi là xã Bảo Lâm 4.
32. Sắp xếp toàn bộ diện tích tự nhiên, quy mô dân số của xã Lộc Bảo và xã Lộc Bắc thành xã mới có tên gọi là xã Bảo Lâm 5.
33. Sắp xếp toàn bộ diện tích tự nhiên, quy mô dân số của thị trấn Mađaguôi, xã Mađaguôi và xã Đạ Oai thành xã mới có tên gọi là xã Đạ Huoai.
34. Sắp xếp toàn bộ diện tích tự nhiên, quy mô dân số của thị trấn Đạ M’ri và xã Hà Lâm thành xã mới có tên gọi là xã Đạ Huoai 2.
35. Sắp xếp toàn bộ diện tích tự nhiên, quy mô dân số của thị trấn Đạ Tẻh và xã An Nhơn, xã Đạ Lây thành xã mới có tên gọi là xã Đạ Tẻh.
36. Sắp xếp toàn bộ diện tích tự nhiên, quy mô dân số của các xã Quảng Trị, Đạ Pal và Đạ Kho thành xã mới có tên gọi là xã Đạ Tẻh 2.
37. Sắp xếp toàn bộ diện tích tự nhiên, quy mô dân số của xã Mỹ Đức và xã Quốc Oai thành xã mới có tên gọi là xã Đạ Tẻh 3.
38. Sắp xếp toàn bộ diện tích tự nhiên, quy mô dân số của thị trấn Cát Tiên, xã Nam Ninh và xã Quảng Ngãi thành xã mới có tên gọi là xã Cát Tiên.
39. Sắp xếp toàn bộ diện tích tự nhiên, quy mô dân số của thị trấn Phước Cát, xã Phước Cát 2 và xã Đức Phổ thành xã mới có tên gọi là xã Cát Tiên 2.
40. Sắp xếp toàn bộ diện tích tự nhiên, quy mô dân số của các xã Gia Viễn, Tiên Hoàng và Đồng Nai Thượng thành xã mới có tên gọi là xã Cát Tiên 3.
41. Sắp xếp toàn bộ diện tích tự nhiên, quy mô dân số của xã Vĩnh Tân và xã Vĩnh Hảo thành xã mới có tên gọi là xã Vĩnh Hảo.
42. Sắp xếp toàn bộ diện tích tự nhiên, quy mô dân số của thị trấn Liên Hương và các xã Bình Thạnh (huyện Tuy Phong), Phước Thể, Phú Lạc thành xã mới có tên gọi là xã Liên Hương.
43. Sắp xếp toàn bộ diện tích tự nhiên, quy mô dân số của xã Phan Dũng và một phần diện tích tự nhiên, quy mô dân số của xã Phong Phú thành xã mới có tên gọi là xã Tuy Phong.
44. Sắp xếp toàn bộ diện tích tự nhiên, quy mô dân số của thị trấn Phan Rí Cửa, xã Chí Công, xã Hòa Minh và phần còn lại của xã Phong Phú sau khi sắp xếp theo quy định tại khoản 43 Điều này thành xã mới có tên gọi là xã Phan Rí Cửa.
45. Sắp xếp toàn bộ diện tích tự nhiên, quy mô dân số của thị trấn Chợ Lầu và các xã Phan Hòa, Phan Hiệp, Phan Rí Thành thành xã mới có tên gọi là xã Bắc Bình.
46. Sắp xếp toàn bộ diện tích tự nhiên, quy mô dân số của xã Phan Thanh, xã Hồng Thái và một phần diện tích tự nhiên của xã Hòa Thắng thành xã mới có tên gọi là xã Hồng Thái.
47. Sắp xếp toàn bộ diện tích tự nhiên, quy mô dân số của các xã Bình An, Phan Điền và Hải Ninh thành xã mới có tên gọi là xã Hải Ninh.
48. Sắp xếp toàn bộ diện tích tự nhiên, quy mô dân số của xã Phan Lâm và xã Phan Sơn thành xã mới có tên gọi là xã Phan Sơn.
49. Sắp xếp toàn bộ diện tích tự nhiên, quy mô dân số của các xã Phan Tiến, Bình Tân và Sông Lũy thành xã mới có tên gọi là xã Sông Lũy.
50. Sắp xếp toàn bộ diện tích tự nhiên, quy mô dân số của thị trấn Lương Sơn và xã Sông Bình thành xã mới có tên gọi là xã Lương Sơn.
51. Sắp xếp toàn bộ diện tích tự nhiên, quy mô dân số của xã Hồng Phong và phần còn lại của xã Hòa Thắng sau khi sắp xếp theo quy định tại khoản 46 Điều này thành xã mới có tên gọi là xã Hòa Thắng.
52. Sắp xếp toàn bộ diện tích tự nhiên, quy mô dân số của xã Đông Tiến và xã Đông Giang thành xã mới có tên gọi là xã Đông Giang.
53. Sắp xếp toàn bộ diện tích tự nhiên, quy mô dân số của xã Đa Mi và xã La Dạ thành xã mới có tên gọi là xã La Dạ.
54. Sắp xếp toàn bộ diện tích tự nhiên, quy mô dân số của các xã Thuận Hòa, Hàm Trí và Hàm Phú thành xã mới có tên gọi là xã Hàm Thuận Bắc.
55. Sắp xếp toàn bộ diện tích tự nhiên, quy mô dân số của thị trấn Ma Lâm, xã Thuận Minh và xã Hàm Đức thành xã mới có tên gọi là xã Hàm Thuận.
56. Sắp xếp toàn bộ diện tích tự nhiên, quy mô dân số của xã Hồng Liêm và xã Hồng Sơn thành xã mới có tên gọi là xã Hồng Sơn.
57. Sắp xếp toàn bộ diện tích tự nhiên, quy mô dân số của xã Hàm Chính và xã Hàm Liêm thành xã mới có tên gọi là xã Hàm Liêm.
58. Sắp xếp toàn bộ diện tích tự nhiên, quy mô dân số của xã Tiến Lợi và xã Hàm Mỹ thành xã mới có tên gọi là xã Tuyên Quang.
59. Sắp xếp toàn bộ diện tích tự nhiên, quy mô dân số của các xã Mỹ Thạnh, Hàm Cần và Hàm Thạnh thành xã mới có tên gọi là xã Hàm Thạnh.
60. Sắp xếp toàn bộ diện tích tự nhiên, quy mô dân số của các xã Mương Mán, Hàm Cường và Hàm Kiệm thành xã mới có tên gọi là xã Hàm Kiệm.
61. Sắp xếp toàn bộ diện tích tự nhiên, quy mô dân số của các xã Tân Thành (huyện Hàm Thuận Nam), Thuận Quý và Tân Thuận thành xã mới có tên gọi là xã Tân Thành.
62. Sắp xếp toàn bộ diện tích tự nhiên, quy mô dân số của thị trấn Thuận Nam và xã Hàm Minh thành xã mới có tên gọi là xã Hàm Thuận Nam.
63. Sắp xếp toàn bộ diện tích tự nhiên, quy mô dân số của xã Sông Phan và xã Tân Lập thành xã mới có tên gọi là xã Tân Lập.
64. Sắp xếp toàn bộ diện tích tự nhiên, quy mô dân số của thị trấn Tân Minh, xã Tân Đức và xã Tân Phúc thành xã mới có tên gọi là xã Tân Minh.
65. Sắp xếp toàn bộ diện tích tự nhiên, quy mô dân số của xã Tân Hà (huyện Hàm Tân), xã Tân Xuân và thị trấn Tân Nghĩa thành xã mới có tên gọi là xã Hàm Tân.
66. Sắp xếp toàn bộ diện tích tự nhiên, quy mô dân số của các xã Tân Thắng, Thắng Hải và Sơn Mỹ thành xã mới có tên gọi là xã Sơn Mỹ.
67. Sắp xếp toàn bộ diện tích tự nhiên, quy mô dân số của xã Tân Tiến và xã Tân Hải thành xã mới có tên gọi là xã Tân Hải.
68. Sắp xếp toàn bộ diện tích tự nhiên, quy mô dân số của xã Đức Phú và xã Nghị Đức thành xã mới có tên gọi là xã Nghị Đức.
69. Sắp xếp toàn bộ diện tích tự nhiên, quy mô dân số của xã Măng Tố và xã Bắc Ruộng thành xã mới có tên gọi là xã Bắc Ruộng.
70. Sắp xếp toàn bộ diện tích tự nhiên, quy mô dân số của các xã Huy Khiêm, La Ngâu, Đức Bình và Đồng Kho thành xã mới có tên gọi là xã Đồng Kho.
71. Sắp xếp toàn bộ diện tích tự nhiên, quy mô dân số của thị trấn Lạc Tánh, xã Gia An và xã Đức Thuận thành xã mới có tên gọi là xã Tánh Linh.
72. Sắp xếp toàn bộ diện tích tự nhiên, quy mô dân số của xã Gia Huynh và xã Suối Kiết thành xã mới có tên gọi là xã Suối Kiết.
73. Sắp xếp toàn bộ diện tích tự nhiên, quy mô dân số của các xã Mê Pu, Sùng Nhơn và Đa Kai thành xã mới có tên gọi là xã Nam Thành.
74. Sắp xếp toàn bộ diện tích tự nhiên, quy mô dân số của thị trấn Võ Xu, xã Nam Chính và xã Vũ Hòa thành xã mới có tên gọi là xã Đức Linh.
75. Sắp xếp toàn bộ diện tích tự nhiên, quy mô dân số của thị trấn Đức Tài, xã Đức Tín và xã Đức Hạnh thành xã mới có tên gọi là xã Hoài Đức.
76. Sắp xếp toàn bộ diện tích tự nhiên, quy mô dân số của các xã Tân Hà (huyện Đức Linh), Đông Hà và Trà Tân thành xã mới có tên gọi là xã Trà Tân.
77. Sắp xếp toàn bộ diện tích tự nhiên, quy mô dân số của xã Ea Pô và xã Đắk Wil thành xã mới có tên gọi là xã Đắk Wil.
78. Sắp xếp toàn bộ diện tích tự nhiên, quy mô dân số của xã Đắk D’rông và xã Nam Dong thành xã mới có tên gọi là xã Nam Dong.
79. Sắp xếp toàn bộ diện tích tự nhiên, quy mô dân số của thị trấn Ea T’ling và các xã Trúc Sơn, Tâm Thắng, Cư K’nia thành xã mới có tên gọi là xã Cư Jút.
80. Sắp xếp toàn bộ diện tích tự nhiên, quy mô dân số của xã Đắk Lao và xã Thuận An thành xã mới có tên gọi là xã Thuận An.
81. Sắp xếp toàn bộ diện tích tự nhiên, quy mô dân số của thị trấn Đắk Mil, xã Đức Mạnh và xã Đức Minh thành xã mới có tên gọi là xã Đức Lập.
82. Sắp xếp toàn bộ diện tích tự nhiên, quy mô dân số của các xã Đắk Gằn, Đắk N’Drót và Đắk R’La thành xã mới có tên gọi là xã Đắk Mil.
83. Sắp xếp toàn bộ diện tích tự nhiên, quy mô dân số của các xã Nam Xuân, Long Sơn và Đắk Sắk thành xã mới có tên gọi là xã Đắk Sắk.
84. Sắp xếp toàn bộ diện tích tự nhiên, quy mô dân số của các xã Buôn Choáh, Đắk Sôr và Nam Đà thành xã mới có tên gọi là xã Nam Đà.
85. Sắp xếp toàn bộ diện tích tự nhiên, quy mô dân số của xã Tân Thành (huyện Krông Nô), xã Đắk Drô và thị trấn Đắk Mâm thành xã mới có tên gọi là xã Krông Nô.
86. Sắp xếp toàn bộ diện tích tự nhiên, quy mô dân số của xã Nâm N’Đir và xã Nâm Nung thành xã mới có tên gọi là xã Nâm Nung.
87. Sắp xếp toàn bộ diện tích tự nhiên, quy mô dân số của các xã Đức Xuyên, Đắk Nang và Quảng Phú thành xã mới có tên gọi là xã Quảng Phú.
88. Sắp xếp toàn bộ diện tích tự nhiên, quy mô dân số của xã Đắk Môl và xã Đắk Hòa thành xã mới có tên gọi là xã Đắk Song.
89. Sắp xếp toàn bộ diện tích tự nhiên, quy mô dân số của thị trấn Đức An, xã Đắk N’Drung và xã Nam Bình thành xã mới có tên gọi là xã Đức An.
90. Sắp xếp toàn bộ diện tích tự nhiên, quy mô dân số của xã Thuận Hà và xã Thuận Hạnh thành xã mới có tên gọi là xã Thuận Hạnh.
91. Sắp xếp toàn bộ diện tích tự nhiên, quy mô dân số của xã Nâm N’Jang và xã Trường Xuân thành xã mới có tên gọi là xã Trường Xuân.
92. Sắp xếp toàn bộ diện tích tự nhiên, quy mô dân số của xã Đắk Som và xã Đắk R’Măng thành xã mới có tên gọi là xã Tà Đùng.
93. Sắp xếp toàn bộ diện tích tự nhiên, quy mô dân số của xã Đắk Plao và xã Quảng Khê thành xã mới có tên gọi là xã Quảng Khê.
94. Sắp xếp toàn bộ diện tích tự nhiên, quy mô dân số của xã Đắk Ngo và xã Quảng Tân thành xã mới có tên gọi là xã Quảng Tân.
95. Sắp xếp toàn bộ diện tích tự nhiên, quy mô dân số của các xã Quảng Tâm, Đắk R’Tíh và Đắk Búk So thành xã mới có tên gọi là xã Tuy Đức.
96. Sắp xếp toàn bộ diện tích tự nhiên, quy mô dân số của thị trấn Kiến Đức và các xã Đạo Nghĩa, Nghĩa Thắng, Kiến Thành thành xã mới có tên gọi là xã Kiến Đức.
97. Sắp xếp toàn bộ diện tích tự nhiên, quy mô dân số của các xã Nhân Đạo, Đắk Wer và Nhân Cơ thành xã mới có tên gọi là xã Nhân Cơ.
98. Sắp xếp toàn bộ diện tích tự nhiên, quy mô dân số của các xã Đắk Sin, Hưng Bình, Đắk Ru và Quảng Tín thành xã mới có tên gọi là xã Quảng Tín.
99. Sắp xếp toàn bộ diện tích tự nhiên, quy mô dân số của Phường 1 và Phường 2 (thành phố Đà Lạt), Phường 3, Phường 4, Phường 10 thành phường mới có tên gọi là phường Xuân Hương - Đà Lạt.
100. Sắp xếp toàn bộ diện tích tự nhiên, quy mô dân số của Phường 5, Phường 6 và xã Tà Nung thành phường mới có tên gọi là phường Cam Ly - Đà Lạt.
101. Sắp xếp toàn bộ diện tích tự nhiên, quy mô dân số của Phường 8, Phường 9 và Phường 12 thành phường mới có tên gọi là phường Lâm Viên - Đà Lạt.
102. Sắp xếp toàn bộ diện tích tự nhiên, quy mô dân số của Phường 11 và các xã Xuân Thọ, Xuân Trường, Trạm Hành thành phường mới có tên gọi là phường Xuân Trường - Đà Lạt.
103. Sắp xếp toàn bộ diện tích tự nhiên, quy mô dân số của Phường 7, thị trấn Lạc Dương và xã Lát thành phường mới có tên gọi là phường Lang Biang - Đà Lạt.
104. Sắp xếp toàn bộ diện tích tự nhiên, quy mô dân số của Phường 1 (thành phố Bảo Lộc), phường Lộc Phát và xã Lộc Thanh thành phường mới có tên gọi là Phường 1 Bảo Lộc.
105. Sắp xếp toàn bộ diện tích tự nhiên, quy mô dân số của Phường 2 (thành phố Bảo Lộc), xã Lộc Tân và xã ĐamBri thành phường mới có tên gọi là Phường 2 Bảo Lộc.
106. Sắp xếp toàn bộ diện tích tự nhiên, quy mô dân số của phường Lộc Tiến, xã Lộc Châu và xã Đại Lào thành phường mới có tên gọi là Phường 3 Bảo Lộc.
107. 107. Sắp xếp toàn bộ diện tích tự nhiên, quy mô dân số của phường Lộc Sơn, phường B’Lao và xã Lộc Nga thành phường mới có tên gọi là phường B’Lao.
108. Sắp xếp toàn bộ diện tích tự nhiên, quy mô dân số của phường Xuân An, thị trấn Phú Long và xã Hàm Thắng thành phường mới có tên gọi là phường Hàm Thắng.
109. Sắp xếp toàn bộ diện tích tự nhiên, quy mô dân số của phường Phú Tài, xã Phong Nẫm và xã Hàm Hiệp thành phường mới có tên gọi là phường Bình Thuận.
110. Sắp xếp toàn bộ diện tích tự nhiên, quy mô dân số của phường Hàm Tiến, phường Mũi Né và xã Thiện Nghiệp thành phường mới có tên gọi là phường Mũi Né.
111. Sắp xếp toàn bộ diện tích tự nhiên, quy mô dân số của các phường Thanh Hải, Phú Hài và Phú Thủy thành phường mới có tên gọi là phường Phú Thủy.
112. Sắp xếp toàn bộ diện tích tự nhiên, quy mô dân số của các phường Phú Trinh, Lạc Đạo và Bình Hưng thành phường mới có tên gọi là phường Phan Thiết.
113. Sắp xếp toàn bộ diện tích tự nhiên, quy mô dân số của phường Đức Long và xã Tiến Thành thành phường mới có tên gọi là phường Tiến Thành.
114. Sắp xếp toàn bộ diện tích tự nhiên, quy mô dân số của các phường Tân An, Bình Tân, Tân Thiện và xã Tân Bình thành phường mới có tên gọi là phường La Gi.
115. Sắp xếp toàn bộ diện tích tự nhiên, quy mô dân số của phường Phước Lộc, phường Phước Hội và xã Tân Phước thành phường mới có tên gọi là phường Phước Hội.
116. Sắp xếp toàn bộ diện tích tự nhiên, quy mô dân số của các phường Quảng Thành, Nghĩa Thành, Nghĩa Đức và xã Đắk Ha thành phường mới có tên gọi là phường Bắc Gia Nghĩa.
117. Sắp xếp toàn bộ diện tích tự nhiên, quy mô dân số của phường Nghĩa Phú, phường Nghĩa Tân và xã Đắk R’Moan thành phường mới có tên gọi là phường Nam Gia Nghĩa.
118. Sắp xếp toàn bộ diện tích tự nhiên, quy mô dân số của phường Nghĩa Trung và xã Đắk Nia thành phường mới có tên gọi là phường Đông Gia Nghĩa.
119. Sắp xếp toàn bộ diện tích tự nhiên, quy mô dân số của các xã Long Hải, Ngũ Phụng và Tam Thanh thành đặc khu có tên gọi là đặc khu Phú Quý.
120. Đổi tên xã Bà Gia thành xã Đạ Huoai 3.

Sau khi sắp xếp, tỉnh Lâm Đồng có 124 đơn vị hành chính cấp xã, gồm 103 xã, 20 phường, 01 đặc khu; trong đó có 99 xã, 20 phường, 01 đặc khu hình thành sau sắp xếp, thực hiện đổi tên quy định tại Điều này và 04 xã không thực hiện sắp xếp là các xã Quảng Hòa, Quảng Sơn, Quảng Trực, Ninh Gia.